# Deutsche Fußballnationalmannschaft der Frauen

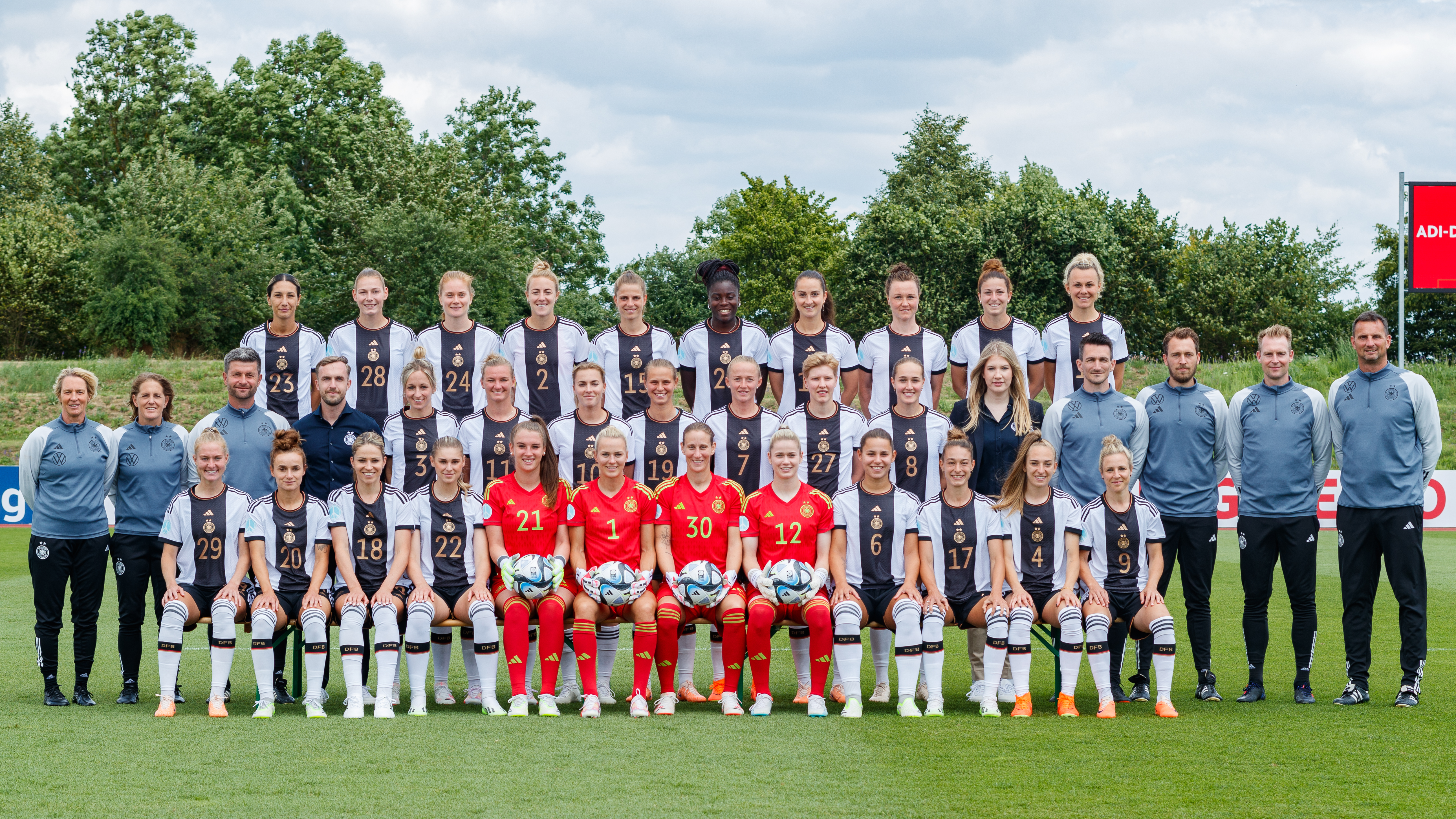
Die deutsche Fußballnationalmannschaft der Frauen (2023)

Die deutsche Fußballnationalmannschaft der Frauen ist die von dem verantwortlichen Bundestrainer bzw. der Bundestrainerin betreute Auswahl der deutschen Fußballspielerinnen. Sie repräsentiert den Deutschen Fußball-Bund (DFB) auf internationaler Ebene sowohl in Freundschaftsspielen gegen die Auswahlmannschaften anderer nationaler Verbände als auch bei den Europameisterschaften des europäischen Kontinentalverbandes UEFA, den Weltmeisterschaften der FIFA und den Olympischen Spielen.
Die deutsche Frauenfußballnationalmannschaft ist nach den Vereinigten Staaten die zweiterfolgreichste der Welt. Die Auswahl ist zweimaliger Weltmeister, achtmaliger Europameister und gewann 2016 die olympische Goldmedaille. Zwischen 1995 und 2013 wurden sechs Europameisterschaften in Folge gewonnen. Nur Deutschland wurde sowohl mit den Frauen als auch mit den Männern Fußballweltmeister und -europameister. Rekordnationalspielerin und -torschützin ist Birgit Prinz, die 2003 auch Torschützenkönigin bei der Weltmeisterschaft wurde.
In den Jahren 2003 und 2009 wurde die Nationalmannschaft zu Deutschlands Mannschaft des Jahres gewählt. Bis März 2009 belegte die Mannschaft Platz zwei in der FIFA-Weltrangliste, fiel am 27. März aber erstmals nach fünfeinhalb Jahren auf Platz drei. Nach dem Gewinn der Europameisterschaft 2009 wurde wieder Platz zwei erreicht. In der FIFA-Weltrangliste vom 19. Dezember 2014 wurde Deutschland wieder als Nummer eins geführt, somit standen erstmals sowohl die Männer- als auch die Frauennationalmannschaft ein und desselben Landes gleichzeitig auf Platz eins. Auch nach dem schlechten Abschneiden beim SheBelieves Cup 2018 fiel die Mannschaft auf Platz drei. Seit Juni 2018 belegte die DFB-Auswahl in der FIFA-Rangliste den zweiten Platz. Durch die verpasste Qualifikation für die, wegen der COVID-19-Pandemie um ein Jahr verschobenen, Olympischen Spiele 2020, fiel die Mannschaft im August 2021 auf Platz drei und nach dem letzten Platz beim Turnier in England im Februar 2022 im März 2022 auf Platz vier.
Nach der Niederlage im April 2022 gegen Serbien in der WM-Qualifikation fielen sie im Juni auf Platz fünf. Nach dem Vorrundenaus bei der WM 2023 fiel die Mannschaft, auf den sechsten Platz. Durch die Leistungen in der Qualifikation für die EM 2025 und bei den Olympischen Spielen 2024 wurde im Dezember 2024 wieder der dritte Platz erreicht.
Von Februar 2019 bis Anfang November 2023 war Martina Voss-Tecklenburg Bundestrainerin und von Oktober 2023 bis August 2024 war Horst Hrubesch Interimstrainer der Mannschaft. Im März 2024 gab der Deutsche Fußball-Bund bekannt, dass Christian Wück im Sommer 2024 als Nachfolger von Horst Hrubesch den Posten des Bundestrainers übernehmen soll. Seit August 2024 ist Wück Nationaltrainer.
Für ihre Leistungen bei den Weltmeisterschaften 2003 und 2007 sowie der Europameisterschaft 2009 wurde die Mannschaft für den Laureus World Sports Awards der Jahre 2004, 2008 und 2010 nominiert.

## Geschichte
Hinweis: Die beiden folgenden Abschnitte behandeln die Entwicklung des Frauenfußballs in der alten Bundesrepublik. Siehe auch: Frauenfußball in der DDR

### Vorgeschichte
1955 beschloss der DFB auf seinem Verbandstag, das Fußballspielen mit Damenmannschaften zu verbieten. In der damaligen Begründung hieß es, dass „diese Kampfsportart der Natur des Weibes im wesentlichen fremd ist“, dass „im Kampf um den Ball die weibliche Anmut schwindet und Körper und Seele unweigerlich Schaden erleiden“, und dass das „Zurschaustellen des Körpers Schicklichkeit und Anstand verletzt“. Trotz des Verbotes wurden in den 1950er und 1960er Jahren über 70 inoffizielle Länderspiele ausgetragen. Am 23. September 1956 erfolgte das erste Länderspiel einer deutschen Fußballnationalmannschaft der Frauen. Es fand im Stadion Mathias Stinnes in Essen vor 17.000 Zuschauern statt. Gegnerin war die Niederländische Fußballnationalmannschaft der Frauen. Das Spiel gewann die deutsche Mannschaft mit 2:1.
Das Frauenfußballverbot wurde erst auf dem Verbandstag in Travemünde am 31. Oktober 1970 aufgehoben. Zu dieser Zeit gab es nach Schätzungen 40–60.000 Spielerinnen, die mehr oder weniger subversiv in DFB-Vereinen spielten. Beim DFB befürchtete man, dass die Frauen einen eigenen Verband gründen könnten.
Während andere Verbände bereits in den 1970er Jahren offizielle Nationalmannschaften gegründet hatten, tat sich beim DFB noch lange Zeit nichts. 1980 weilte der Verbandsfunktionär Horst R. Schmidt mit der männlichen B-Jugend von Eintracht Frankfurt in Taiwan, als er für den DFB eine Einladung für die inoffizielle Frauenfußballweltmeisterschaft in die Hand gedrückt bekam. Schmidt nahm die Einladung an, verschwieg aber, dass man derzeit in Deutschland gar keine Frauennationalelf hatte. Um sich nicht völlig zu blamieren, schickte der DFB einfach den amtierenden Meister SSG 09 Bergisch Gladbach nach Fernost, der aus dem Turnier mit 25 Toren und ungeschlagen als (inoffizieller) Weltmeister hervorging. Nun bemerkte der DFB Handlungsbedarf und gründete 1982 die Nationalmannschaft. Der damalige DFB-Präsident Hermann Neuberger beauftragte Gero Bisanz, damals Trainerausbilder an der Sporthochschule Köln, mit dem Aufbau des Teams. Bisanz war erst skeptisch, nahm dann aber das Traineramt an. Da die UEFA die Europameisterschaft eingeführt hatte und für 1983 die ersten Qualifikationsspiele angesetzt waren, drängte die Zeit.

### 1982–1993: Schwierige Anfangsjahre und erste Erfolge
Gero Bisanz veranstaltete im September 1982 zwei Sichtungslehrgänge, aus denen er einen 16-köpfigen Kader herausfilterte. Die so gebildete Mannschaft bestand zum großen Teil aus Spielerinnen des damaligen Spitzenvereins SSG 09 Bergisch Gladbach. Anne Trabant wurde zur spielenden Trainerassistentin bestimmt. Am 10. November 1982 fand das erste offizielle Länderspiel statt. Gegner war, einer Tradition folgend, die Schweiz, gegen die auch schon die Herren ihr erstes Länderspiel bestritten hatten. Das erste Länderspieltor erzielte Doris Kresimon in der 25. Minute. In der zweiten Halbzeit wurde die damals 18-jährige Silvia Neid eingewechselt, die zwei Tore zum 5:1-Sieg beisteuerte. Neid wurde 1996 Co-Trainerin und 2005 Bundestrainerin der Nationalmannschaft.
Erste Nationalmannschaft
Marion Feiden (36. Claudia Reichler) – Gaby Dlugi-Winterberg (52. Christel Klinzmann); Petra Landers; Monika Steinmetz; Brigitte Klinz – Rike Koekkoek (41. Silvia Neid); Anne Trabant-Haarbach; Bettina Krug (47. Birgit Offermann) – Birgit Bormann; Doris Kresimon; Ingrid Gebauer (47. Petra Bartelmann)
Tore: Neid (2), Bormann, Gebauer, Kresimon
Aufgrund der hohen Belastung gab Anne Trabant nach einem Jahr ihr Amt als Assistenztrainerin 1983 auf. Ihre Nachfolgerin wurde ab 1986 Tina Theune, die Bisanz von der Sporthochschule Köln kannte. Die erste Europameisterschaft fand ohne die deutsche Mannschaft statt, da sie in der Qualifikation scheiterte. Fünf Unentschieden und eine Niederlage gegen Dänemark bedeuteten nur den dritten Platz in der Qualifikationsgruppe. Bisanz’ vordergründiges Ziel war zunächst, den Rückstand gegenüber den skandinavischen Ländern und Italien – zur damaligen Zeit die stärksten Nationen in Europa – mit verstärkter Grundlagen- und Jugendarbeit wettzumachen. Ab 1985 verjüngte Bisanz das Team kontinuierlich, was zunächst aber das Scheitern bei der Qualifikation zur Europameisterschaft 1987 bedeutete. Zu dieser Zeit erarbeitete Tina Theune ein verbessertes Sichtungssystem, um neue talentierte Spielerinnen in die Mannschaft einzubauen.
In der Qualifikation zur Europameisterschaft 1989 blieb die deutsche Mannschaft ungeschlagen und ohne Gegentor. Dabei gelang am 17. September mit einem 10:0 über die Schweiz der erste zweistellige Sieg. Anschließend wurde in zwei Viertelfinalspielen gegen die Tschechoslowakei (1:1 und 2:0) die erstmalige Teilnahme an der Endrunde der letzten vier Mannschaften perfekt gemacht. Das Turnier 1989 fand im eigenen Land statt. Im Halbfinale traf man in Siegen auf Italien. Es war das erste Länderspiel der deutschen Frauennationalmannschaft, das live im Fernsehen übertragen wurde. Die ARD verzeichnete dabei mehr Zuschauer als die Konkurrenz mit einem gleichzeitig übertragenen Tennismatch von Steffi Graf. Es entwickelte sich eine spannende Partie. Im Elfmeterschießen wurde die deutsche Torfrau Marion Isbert zur Heldin, als sie erst drei Elfmeter parierte und dann den entscheidenden Strafstoß selber verwandelte. Am 2. Juli 1989 traf die deutsche Mannschaft im Finale auf die favorisierten Norwegerinnen. 23.000 Zuschauer sahen das Spiel in Osnabrück, ein bis zum 22. April 2009 gültiger Rekord für ein Heimspiel der deutschen Nationalelf. Die DFB-Elf spielte überlegenen Fußball und gewann am Ende mit 4:1 Toren. Dieser Sieg bedeutete den Durchbruch für den deutschen Frauenfußball. Silvia Neid führte im Mittelfeld Regie, in der Abwehr ging der Stern von Doris Fitschen auf und Heidi Mohr gehörte zu den weltbesten Stürmerinnen ihrer Zeit.
Zwei Jahre später konnte die deutsche Mannschaft ihren Titel erfolgreich verteidigen. In der Qualifikation blieb die DFB-Elf ungeschlagen (fünf Siege, ein Unentschieden), bevor im Viertelfinale England mit 4:1 und 2:0 ausgeschaltet wurde. Die erneut als Mini-Turnier mit vier Mannschaften ausgetragene Endrunde fand 1991 in Dänemark statt. Im Halbfinale ging es wieder gegen Italien. Diesmal konnte die deutsche Mannschaft klar mit 3:0 gewinnen. Heidi Mohr (2) und Sissy Raith sorgten für die deutschen Tore. Am 14. Juli 1991 stand die deutsche Mannschaft im dänischen Aalborg im Finale erneut dem norwegischen Team gegenüber. Norwegen ging durch Hegstad in Führung. Heidi Mohr konnte ausgleichen, so dass das Spiel in die Verlängerung ging. Noch in der ersten Halbzeit der Verlängerung trafen Heidi Mohr und Silvia Neid zum 3:1-Endstand. Zur erfolgreichen Mannschaft gehörte auch Bettina Wiegmann, heute DFB-Trainerin und neben Birgit Prinz einzige Ehrenspielführerin der Nationalmannschaft.
Das erste Länderspiel nach dem EM-Triumph ging ebenfalls in die Geschichtsbücher ein. Mit Gertrud Regus aus Hallstadt leitete erstmals eine Schiedsrichterin ein Frauenländerspiel. Im November 1991 fuhr die deutsche Elf zur erstmals ausgetragenen Weltmeisterschaft in die Volksrepublik China. Nach Siegen über Nigeria, Taiwan und Italien zog die Mannschaft ohne Gegentor ins Viertelfinale ein. Silvia Neid erzielte am 17. November 1991 im Spiel gegen Nigeria das erste deutsche WM-Tor. Das Viertelfinale gegen Dänemark wurde erst nach Verlängerung mit 2:1 gewonnen. Im Halbfinale erwiesen sich die USA als zu stark. 5:2 hieß es am Ende für den späteren Weltmeister. Nach einer 0:4-Niederlage gegen Schweden im kleinen Finale belegte Deutschland Platz vier.
Die Europameisterschaft 1993 wurde zur Enttäuschung. Die Qualifikation wurde mit einem einzigen Spiel (3:0 gegen Jugoslawien, das Rückspiel wurde wegen des Bürgerkriegs nicht mehr ausgetragen) geschafft und auch Russland war beim 7:0 und 0:0 im Viertelfinale keine Hürde, doch in der Endrunde unterlag man Gastgeber Italien im Halbfinale nach Elfmeterschießen, nachdem es nach der regulären Spielzeit und der Verlängerung 1:1 gestanden hatte, und im kleinen Finale gab es eine 1:3-Niederlage gegen Dänemark. Bisanz baute mit (u. a.) Steffi Jones, Maren Meinert und Silke Rottenberg neue, hochtalentierte Spielerinnen in die Mannschaft ein und legte den Grundstein für viele kommende Erfolge.

### 1994–2001: Seriensiege in Europa, Enttäuschung bei der WM und Olympia

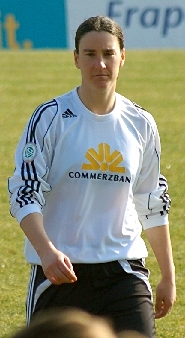
Birgit Prinz debütierte 1994 und ist mit 214 Einsätzen Rekordnationalspielerin

1995 erreichte die Mannschaft wieder das Finale der Europameisterschaft. Zuvor wurden alle Qualifikationsspiele gewonnen. Bemerkenswert war das Torverhältnis von 55:0 Toren in sechs Spielen. Dreimal gewann die deutsche Elf zweistellig. Der 12:0-Sieg gegen Wales am 31. März 1994 wurde zum neuen Rekordsieg. Wenige Monate später feierte die damals 16-jährige Birgit Prinz ihr Debüt in der Nationalmannschaft. Auch im Viertelfinale blieb Deutschland beim 4:0 und 1:0 gegen Russland ohne Gegentor. In den Halbfinalspielen (auf eine Endrunde wurde diesmal aus Termingründen verzichtet) wurde England mit 4:1 und 2:1 besiegt. Das Finale am 26. März 1995 wurde im Fritz-Walter-Stadion in Kaiserslautern ausgetragen. Der Gegner aus Schweden ging durch Andersson früh in Führung. Die Deutschen drehten dann durch Tore von Maren Meinert, Birgit Prinz und Bettina Wiegmann das Spiel. Die Schwedinnen konnten durch Andelen zwar noch den Anschlusstreffer erzielen, doch am Ende durften die Deutschen zum dritten Male jubeln.
Im Sommer 1995 fand in Schweden die zweite Weltmeisterschaft statt. Deutschland, wie 1991 als Europameister qualifiziert, tat sich in der Vorrunde schwer. Nach einem knappen Sieg über Japan vergab man gegen den Gastgeber eine 2:0-Führung und verlor mit 2:3. Durch den abschließenden 6:1-Sieg über Brasilien wurde die deutsche Elf noch Gruppensieger. Im Viertelfinale gab es einen klaren 3:0-Sieg über England. Das Halbfinale gegen China wurde zu einer Nervenschlacht. Erst kurz vor Schluss gelang Bettina Wiegmann der entscheidende Treffer zum 1:0-Sieg. Doch mit dem Weltmeistertitel sollte es nichts werden, denn die Norwegerinnen gewannen das Finale mit 2:0.
Im gleichen Jahr fanden in Frankfurt am Main die EuroGames statt, ein schwul-/lesbisches sportliches Großereignis. Einige der deutschen Nationalspielerinnen wollten am Badmintonturnier teilnehmen. Als der DFB von diesem Vorhaben erfuhr, kam es zu einem Eklat. Der Verband untersagte die Teilnahme an den Eurogames und drohte bei Zuwiderhandlung mit dem Ausschluss aus der Nationalmannschaft.
Ein Jahr später war Frauenfußball in Atlanta erstmals eine olympische Sportart. Bettina Wiegmann schoss im Eröffnungsspiel gegen Japan das erste olympische Tor. Nach dem Sieg über Japan folgte eine Niederlage gegen Norwegen. Im letzten Gruppenspiel führte die deutsche Elf lange gegen Brasilien mit 1:0, bis Sissi in der 53. Minute den Ausgleich erzielte, was zum Ausscheiden der deutschen Mannschaft führte. Nach dem Turnier trat Gero Bisanz zurück. Unter seiner Regie war die deutsche Mannschaft eine der stärksten Nationalmannschaften der Welt geworden. Seine Nachfolgerin wurde Tina Theune, die seit 1986 Bisanz’ Assistenztrainerin war und als erste Frau die Fußballlehrerlizenz erwarb. Theune sorgte für einen weiteren Generationenwechsel. Silvia Neid beendete ihre Karriere, Heidi Mohr musste jüngeren Spielerinnen Platz machen. Dafür sorgten Spielerinnen wie Ariane Hingst, Kerstin Stegemann oder Sandra Smisek für Aufsehen.
Zur ersten Bewährungsprobe für die neue Bundestrainerin wurde die Europameisterschaft 1997 in Norwegen und Schweden. In der Qualifikation traf die DFB-Auswahl auf die Norwegerinnen, die in Deutschland gewannen und auf heimischen Terrain ein Unentschieden holten. Deutschland wurde nur Gruppenzweiter und musste gegen Island in die Relegation. Durch zwei klare Siege war Deutschland bei der EM dabei. Zunächst gab es Unentschieden gegen Italien und Gastgeber Norwegen. Durch einen 2:0-Sieg im letzten Gruppenspiel gegen Dänemark wurde noch das Halbfinale erreicht, wo mit Schweden der andere Gastgeber mit 1:0 besiegt wurde. Im Finale traf die Theune-Elf wieder auf Italien. Sandra Minnert und Birgit Prinz sorgten mit ihren Toren für den vierten Europameistertitel. Enttäuschend war nur die magere Kulisse von ca. 2200 Zuschauern in Oslo.

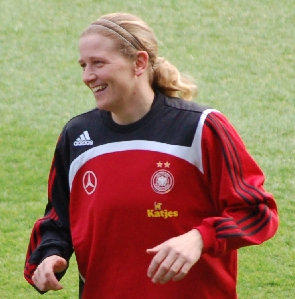
Kerstin Stegemann spielte 191 Mal für die Nationalmannschaft

Mit Mühe qualifizierte sich die deutsche Mannschaft für die dritte Weltmeisterschaft in den USA. Im letzten Qualifikationsspiel verlor die deutsche Mannschaft mit 2:3 in Norwegen, die wiederum nach einem Sieg gegen England die direkte Qualifikation schafften. Es war bis zum 20. Oktober 2017 die letzte Niederlage der deutschen Nationalmannschaft bei EM- oder WM-Qualifikationsspielen. Deutschland setzte sich schließlich in der Relegation mit 5:0 und 1:1 gegen die Ukraine durch. Zum Auftakt der WM gab es ein Unentschieden gegen Italien. Es folgte ein problemloser 6:0-Sieg über Mexiko. Inka Grings erzielte in diesem Spiel drei Tore und stellte damit einen WM-Rekord (für deutsche Spielerinnen) auf. Im letzten Gruppenspiel gab es ein 3:3 gegen Brasilien. Der Ausgleichstreffer für Brasilien fiel erst in der letzten Minute und kostete den Gruppensieg. So traf man im Viertelfinale auf den Gastgeber. 55.000 Zuschauer in Washington D.C., darunter der damalige US-Präsident Bill Clinton, waren bis zum WM-Eröffnungsspiel 2011 die größte Kulisse, vor der die deutsche Elf je gespielt hat. Trotz zweimaliger Führung durch ein Eigentor von Brandi Chastain und einen Treffer von Bettina Wiegmann scheiterte die deutsche Elf an den eigenen Nerven und verlor mit 2:3.
Während eines Trainingslagers zur Vorbereitungen auf die Olympischen Spiele 2000 kam es zu einem Streit zwischen Martina Voss und Inka Grings, wodurch die jahrelange Beziehung des Paares beendet wurde. Tina Theune sorgte sich um das Klima innerhalb der Mannschaft und strich Voss ohne nähere Begründung aus dem Kader. Im Sommer veranstaltete der DFB ein Turnier mit den Nationalmannschaften der USA, Norwegens und Chinas. Mit drei Niederlagen belegte die deutsche Elf den letzten Platz. Bei den Olympischen Spielen lief es besser. In der Vorrunde schlug die deutsche Elf Australien, Brasilien und Schweden. Im Halbfinale war die deutsche Elf gegen Norwegen deutlich überlegen, schied jedoch durch ein Eigentor von Tina Wunderlich aus. Im kleinen Finale sicherte sich die deutsche Mannschaft durch ein 2:0 über Brasilien die Bronzemedaille. Für den DFB war es die erste olympische Medaille seit 1988, als die Olympiamannschaft der Männer ebenfalls Bronze holte.
2001 qualifizierte sich die deutsche Elf erneut für die Europameisterschaft. Das 4:4-Unentschieden in Italien war bis zum 24. November 2011 das letzte Qualifikationsspiel für ein großes Turnier, das die deutsche Mannschaft nicht gewann. Der DFB bewarb sich erfolgreich um die Ausrichtung der Meisterschaft. In der Vorrunde gab es klare Siege gegen Schweden, Russland und England. Nach einem 1:0-Halbfinalsieg über Norwegen – den Siegtreffer erzielte Sandra Smisek mit einem sehenswerten Flugkopfball – stand die deutsche Auswahl wieder im Finale. Im Ulmer Donaustadion traf man vor 18.000 Zuschauern erneut auf Schweden. Bei strömendem Regen entwickelte sich eine kampfbetonte Partie, die nach 90 Minuten keinen Sieger fand. Pünktlich zu Beginn der Verlängerung stoppte der Regen. In der 98. Minute schickte Maren Meinert Claudia Müller in Richtung schwedisches Tor. Müller überwand die schwedischen Abwehrspielerinnen und erzielte per Golden Goal den Siegtreffer, der Deutschland zum fünften EM-Titel verhalf.

### 2002–2005: Weltmeister Deutschland

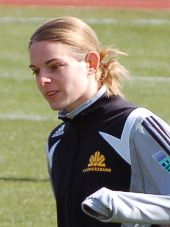
Nia Künzer erzielte bei der WM 2003 den Siegtreffer per Golden Goal

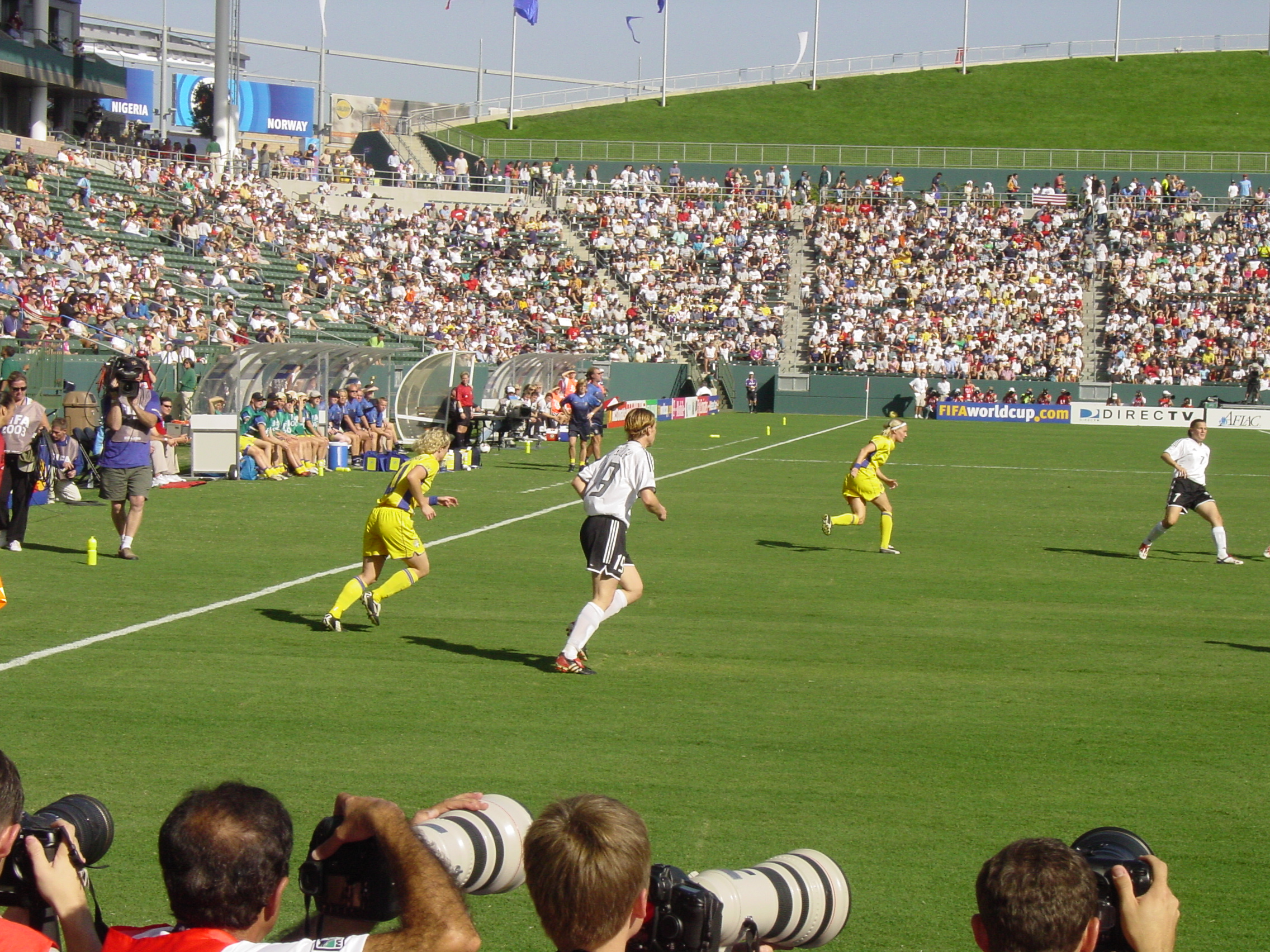
Szene im Finale Deutschland – Schweden

Die Weltmeisterschaft 2003 sollte in der Volksrepublik China stattfinden. Aufgrund der SARS-Epidemie wurde das Turnier jedoch kurzfristig in die USA verlegt. Alle Qualifikationsspiele zur WM wurden im Vorfeld gewonnen und Conny Pohlers schrieb während des 9:0-Sieges gegen Portugal Geschichte, als sie als erste Spielerin fünf Tore in einem Spiel erzielte. In der Vorbereitung absolvierte die deutsche Auswahl unter anderem auch ein Trainingsspiel gegen die männliche B-Jugend des VfB Stuttgart, das mit 0:3 verloren ging. Nach einer überzeugenden Vorrunde mit klaren Siegen gegen Kanada, Japan und Argentinien deklassierte die deutsche Elf im Viertelfinale die Russinnen mit 7:1. Im Halbfinale wartete der Gastgeber auf die deutsche Mannschaft. Kerstin Garefrekes brachte die deutsche Mannschaft in Führung. Es entwickelte sich ein offener Schlagabtausch, bei dem Silke Rottenberg über sich hinauswuchs. In den Schlussminuten sorgten Maren Meinert und Birgit Prinz für den 3:0-Sieg. Das Spiel gilt bei vielen Experten als das beste Frauenfußballspiel aller Zeiten. Im Finale stand die deutsche Mannschaft dem schwedischen Team gegenüber. Schweden ging nach 41 Minuten nach einem Abwehrfehler in Führung. Kurz nach Beginn der zweiten Halbzeit erzielte Maren Meinert den Ausgleich. In der Verlängerung erzielte Nia Künzer per Kopfball den Siegtreffer und Deutschland wurde durch die Golden-Goal-Regel Weltmeister. Damit schaffte der DFB es als erster Verband, sowohl bei den Männern als auch bei den Frauen den WM-Titel zu erringen. Mit diesem Triumph gelang dem Frauenfußball in Deutschland endgültig der Durchbruch. Die Weltmeisterinnen wurden von Tausenden begeisterter Fans in Deutschland willkommen geheißen. Nach dem Gewinn der Weltmeisterschaft schloss der DFB für die Frauen- und Juniorinnen-Nationalmannschaften einen Sponsoring-Vertrag mit der Firma Katjes ab.
Das erste Spiel nach der erfolgreichen Weltmeisterschaft war ein EM-Qualifikationsspiel gegen Portugal. Der 13:0-Sieg gegen die völlig überforderten Portugiesinnen ist bis heute der zweithöchste Sieg der DFB-Auswahl. Das Rückspiel in Portugal wurde mit 11:0 ebenfalls sehr hoch gewonnen. Inka Grings war bei diesem Spiel fünfmal erfolgreich. Am 20. Mai 2004 trat die Nationalmannschaft im Stade de France von St. Denis aus Anlass des 100-jährigen Jubiläums der FIFA zu einem Benefiz-Spiel gegen eine Weltauswahl an, das mit 2:3 verloren wurde.
Bei den Olympischen Spielen von Athen gab es im ersten Gruppenspiel einen überraschend hohen 8:0-Sieg über China. Birgit Prinz erzielte in diesem Spiel vier Tore. Im zweiten Gruppenspiel wurde Mexiko mit 2:0 geschlagen. Unerwartet schwierig war das Viertelfinale gegen Nigeria. Eine Führung der Afrikanerinnen konnte durch Tore von Steffi Jones und Conny Pohlers in einen Sieg umgewandelt werden. Im Halbfinale nahmen die USA erfolgreich Revanche für die Niederlage bei der WM ein Jahr zuvor. Die US-Girls gingen durch Kristine Lilly in Führung. Isabell Bachor konnte kurz vor Schluss noch die Verlängerung erzwingen, in der Heather O’Reilly für die USA den Siegtreffer erzielen konnte. Im kleinen Finale siegte Deutschland durch ein Tor von Renate Lingor gegen Schweden und sicherte sich die zweite deutsche Bronzemedaille.

### 2005–2009: Neuaufbau, leichte Krisen und Titelverteidigungen
2005 fand die Europameisterschaft in England statt. Nach einem mühsamen 1:0-Auftaktsieg über Norwegen siegte die deutsche Mannschaft überzeugend gegen Italien (4:0) und Frankreich (3:0). Im Halbfinale hieß der Gegner Finnland. Die Überraschungsmannschaft aus dem hohen Norden wurde durch drei schnelle Tore von Inka Grings (2) und Conny Pohlers überrascht. Nach dem Anschlusstreffer sorgte Birgit Prinz für den 4:1-Endstand. Norwegen hieß der Gegner im Finale. Mit einem Doppelschlag durch Inka Grings und Renate Lingor ging die deutsche Elf in Führung. Dagny Mellgren erzielte kurz vor der Pause den Anschlusstreffer. Birgit Prinz sorgte in der 63. Minute für den entscheidenden Treffer zum 3:1-Endstand. Bundestrainerin Tina Theune trat nach dem Turnier zurück und übergab das Amt an ihre bisherige Assistentin Silvia Neid.
Mit Silvia Neid als Trainerin gewann die deutsche Elf 2006 erstmals den prestigeträchtigen Algarve-Cup. Die Mannschaft wurde wieder verjüngt und neue Spielerinnen wie Annike Krahn oder Célia Okoyino da Mbabi wurden trotz ihres geringen Alters zu Führungsspielerinnen. In der Qualifikation für die Frauenfußball-Weltmeisterschaft 2007 in der Volksrepublik China gewann das Team von Silvia Neid alle acht Spiele. Erstmals zahlte der DFB eine Prämie für die erfolgreiche Qualifikation für ein großes Turnier. Die deutsche Auswahl erhielt insgesamt 200.000 Euro.
Der Start ins WM-Jahr 2007 war dagegen wenig erfolgreich. Beim Vier-Nationen-Turnier in der Volksrepublik China Ende Januar reichte es nur zu drei torlosen Unentschieden gegen China, England und die USA. Beim Algarve-Cup im März gab es in vier Spielen nur einen Sieg gegen Dänemark, aber drei Niederlagen gegen Norwegen, Frankreich und Italien. Am Ende brachte das nur den achten Platz ein. Dabei dominierte die Mannschaft in allen Spielen, konnte jedoch eine Vielzahl von Torchancen nicht verwerten. Das schlechte Abschneiden beim Algarve-Cup führte dazu, dass Deutschland im März 2007 nach mehr als dreieinhalb Jahren die Führung in der FIFA-Weltrangliste an die USA abgeben musste.
Mit Beginn der Qualifikationsspiele für die Europameisterschaft 2009 konnte dann aber wieder an die früheren Erfolge angeknüpft werden. Die Niederlande wurden mit 5:1 geschlagen. Am 22. August 2007 kehrte die Nationalmannschaft nach Koblenz zurück. Beim EM-Qualifikationsspiel gegen die Schweiz feierte die DFB-Elf ihr 25-jähriges Jubiläum und konnte durch den 7:0-Erfolg ihren 200. Länderspielsieg erzielen. Seit 2007 hat die Nationalelf mit Michael Fuchs einen eigenen Torwarttrainer.

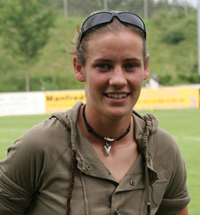
Simone Laudehr erzielte im WM-Finale 2007 das 2:0 gegen Brasilien

Bei der Weltmeisterschaft 2007 traf die deutsche Elf in der Vorrunde auf Argentinien, England und Japan. Gleich zum Auftakt wurden die überforderten Argentinierinnen mit 11:0 deklassiert. Es war bis 2019 der höchste Sieg in einem WM-Spiel und Birgit Prinz sowie Sandra Smisek stellten mit je drei Toren den deutschen WM-Rekord von Inka Grings ein. Es folgte ein torloses Remis gegen England sowie ein 2:0-Arbeitssieg gegen Japan. Wegen des Ausscheidens der Schwedinnen in der Vorrunde sicherte sich das DFB-Team damit bereits die Qualifikation zu den Olympischen Spielen 2008 in Peking. Im Viertelfinale traf Deutschland erstmals auf Nordkorea und gewann mit 3:0. Mit dem gleichen Ergebnis im Halbfinale gegen Norwegen zog die Mannschaft in das Endspiel gegen Brasilien ein. Im Finale am 30. September in Shanghai brachte Birgit Prinz die deutsche Elf in Führung. Torfrau Nadine Angerer hielt kurze Zeit später einen von Marta geschossenen Elfmeter. Kurz vor dem Abpfiff machte Simone Laudehr mit dem 2:0 den Sieg perfekt. Mit dieser Leistung gelang zum ersten Mal einem Weltmeister die erfolgreiche Titelverteidigung und ebenfalls zum ersten Mal blieb eine Mannschaft bei einer Fußball-WM (Frauen und Männer) ohne Gegentor. Angerer wurde zur besten Torhüterin des Turniers gewählt. Birgit Prinz erhielt den silbernen Ball als zweitbeste Spielerin des Turniers. Neben Angerer und Prinz wurden Ariane Hingst, Renate Lingor und Kerstin Stegemann in das All-Star-Team berufen. Einen Tag nach dem Finale wurde die Nationalmannschaft von ca. 20.000 Menschen am Frankfurter Römer empfangen.
Nach der Weltmeisterschaft wurde der Vertrag mit der Bundestrainerin Silvia Neid bis zur Europameisterschaft 2013 verlängert. Ihre Assistentin Ulrike Ballweg wurde fest angestellt und vom 1. Januar 2008 bis 24. Mai 2012 Trainerin der U-23-Nationalmannschaft. Am 5. Dezember erhielten die Spielerinnen das Silberne Lorbeerblatt sowie Silvia Neid das Verdienstkreuz am Bande des Verdienstordens der Bundesrepublik Deutschland.
Bei den Olympischen Spielen 2008 in Peking konnte Deutschland nicht an die Leistungen der Weltmeisterschaft anknüpfen. Nach vier Spielen ohne Gegentor gelang im Halbfinale gegen Brasilien eine frühe Führung. Brasilien kam aber immer besser ins Spiel und konnte schon vor der Pause ausgleichen. Durch zwei Konter nach deutschen Ecken ging Brasilien in der 2. Halbzeit mit 3:1 in Führung und führte die deutsche Mannschaft in der Folgezeit vor. Das 4:1 besiegelte dann die erste Niederlage der deutschen Frauen gegen die Brasilianerinnen. Auch im Spiel um Platz 3 gegen Japan tat sich die Mannschaft lange Zeit schwer gegen die schnellen Japanerinnen, ehe dann durch zwei Tore von Fatmire Bajramaj noch der Sieg gelang.

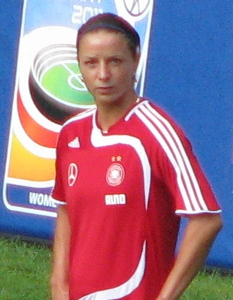
Inka Grings wurde Torschützenkönigin der EM 2009

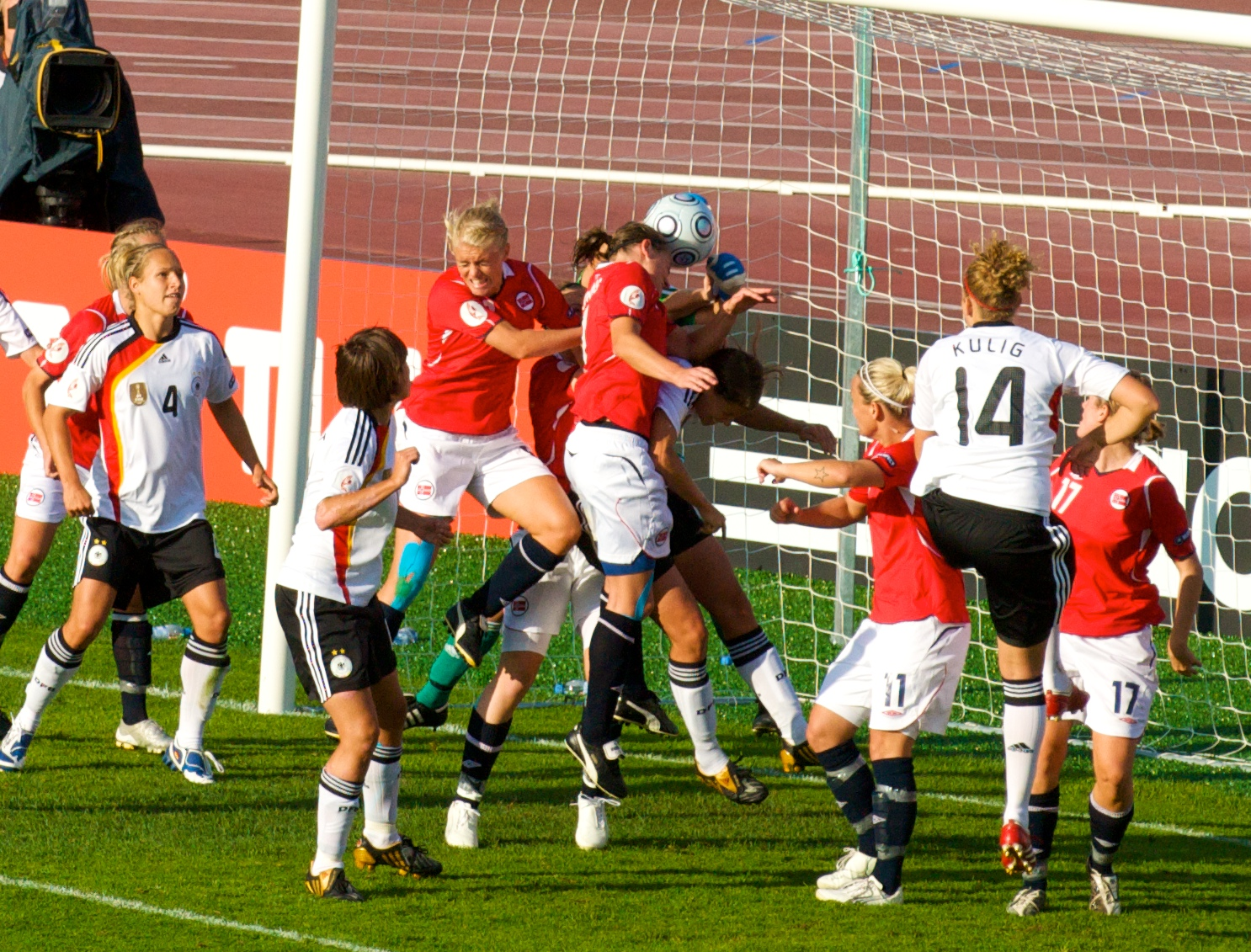
Deutschland – Norwegen bei der EM 2009

Bei der Europameisterschaft 2009 traf Deutschland bereits im ersten Gruppenspiel auf Vizeeuropameister Norwegen. Die deutsche Mannschaft ging in der 33. Minute durch einen von Linda Bresonik verwandelten Strafstoß in Führung, vergab dann viele gute Chancen und hätte in der 89. Minute fast noch den Ausgleich zugelassen. Sie konnte aber im Gegenzug und in der Nachspielzeit noch 3 Tore erzielen. Gegen Frankreich siegte Deutschland mit 5:1 und stand nach diesem zweiten Spiel bereits als Gruppensieger fest. Daraufhin schonte die Bundestrainerin im dritten Gruppenspiel mehrere Stammspielerinnen, von denen einige zudem „gelb-gefährdet“ waren. Die Mannschaft tat sich gegen die bereits ausgeschiedenen Isländerinnen lange schwer. In der 50. Minute erzielte die zur Halbzeit eingewechselte Inka Grings den 1:0-Siegtreffer, verletzte sich dabei und wurde kurz darauf wieder ausgewechselt. Grings konnte aber im Viertelfinale gegen Italien mitwirken und in der 4. und 47. Minute die entscheidenden Tore zum 2:1-Sieg erzielen. Im Halbfinale traf man erneut auf Norwegen, das lediglich als einer der beiden besten Gruppendritten das Viertelfinale erreicht hatte und sich dort überraschend mit 3:1 gegen die favorisierten Schwedinnen durchsetzte. Gegenüber dem ersten Spiel waren die Norwegerinnen nicht wiederzuerkennen und konnten in der 10. Minute nach einem Eckball, bei dem mehrere Norwegerinnen die deutsche Torfrau sperrten, mit 1:0 in Führung gehen. Die deutsche Mannschaft tat sich in der Folgezeit schwer, während die Skandinavierinnen kurze Zeit nach dem Führungstor – wieder nach einem Eckball – noch einen Pfostenschuss verzeichneten. Erst in der 2. Halbzeit konnten drei eingewechselte Spielerinnen das Spiel drehen und den Weg ins Endspiel durch ein letztendlich deutliches 3:1 bereiten. Dieses entwickelte sich zum torreichsten Finale der EM-Geschichte, in dem die Engländerinnen lange mithalten und immer wieder, nach den deutschen Führungstreffern, auf 1:2 bzw. 2:3 verkürzen konnten. Durch das 4:2, das 5. Turniertor von Inka Grings war die Gegenwehr der Britinnen jedoch gebrochen und am Ende fiel der Sieg mit 6:2 überaus deutlich aus. Nach dem Finalsieg, zu dem unter anderem der Bundespräsident Horst Köhler angereist war, gab Kerstin Stegemann ihren Rücktritt aus der Nationalmannschaft bekannt. Mit 191 Länderspielen hatte sie die zweitmeisten Länderspiele für die deutsche Nationalmannschaft bestritten. Nach einer langwierigen Verletzung konnte sie ihren Stammplatz auf der rechten Seite aber nicht mehr zurückerobern und kam während der EM nur zu einem Halbzeiteinsatz im Spiel gegen Island.

### 2010 bis 2016: Siegesserie, Rückschlag, Europameister 2013 und erster Olympiasieg
Das Jahr 2010 startete die Nationalmannschaft mit einem zweiten Platz beim Algarve-Cup – das Finale gegen die USA wurde mit 2:3 verloren. Auch im folgenden Spiel zum Abschluss der Saison 2009/10 gab es eine Niederlage gegen die USA, die mit 0:4 sehr deutlich ausfiel – nur im Spiel um Platz drei gegen Schweden bei der WM 1991 hatte Deutschland schon einmal mit 0:4 verloren, höher nur bei der Rekordniederlage (0:6) gegen die USA am 14. März 1996.
Danach folgte eine Siegesserie von 10 Spielen, u. a. gegen die aktuellen Asien-, Afrika- und Nordamerikameister. Diese endete im Viertelfinale der WM 2011, für die ARD und ZDF u. a. mit dem kessen Spruch „Dritte Plätze sind was für Männer“ plakatierten. Erstmals verlor Deutschland ein Spiel gegen Japan und schied damit zum zweiten Mal nach 1999 im Viertelfinale einer WM aus. Auf die WM hatte sich die Mannschaft in sieben Lehrgängen vorbereitet, dafür auf eine Teilnahme beim Algarve-Cup verzichtet, aber in vier Testspielen unmittelbar vor der WM vier Siege eingefahren, u. a. gegen die WM-Teilnehmer Nordkorea und Norwegen. Obwohl die meisten Tore in diesen Testspielen von den jüngeren Spielerinnen geschossen wurden, insbesondere von Alexandra Popp, Torschützenkönigin der U-20-WM, während Rekordnationalspielerin Birgit Prinz leer ausging, vertraute Bundestrainerin Silvia Neid in den ersten beiden Gruppenspielen der WM (2:1 gegen Kanada und 1:0 gegen Nigeria) weiterhin auf Prinz, wechselte sie aber jeweils in der zweiten Halbzeit aus. Erst im dritten Gruppenspiel gegen Frankreich (4:2) und im Viertelfinale gegen Japan (0:1 n. V.) verzichtete sie auf die Spielführerin. Gegen die Asiatinnen war die deutsche Mannschaft über die gesamte Spielzeit optisch überlegen, jedoch wollte trotz einiger Chancen kein Tor gelingen. So ging es in die Verlängerung, in der Karina Maruyama den entscheidenden Treffer für den späteren Weltmeister erzielte. Nach dem Ausscheiden wurde insbesondere von dem Potsdamer Bundesligatrainer Bernd Schröder Kritik an der zu langen Vorbereitungszeit und der gewählten Taktik geübt. Birgit Prinz und Ariane Hingst, die beide mehr als 14 Jahre für Deutschland gespielt hatten, gaben unmittelbar nach der Niederlage gegen Japan ihren Rücktritt aus der Nationalmannschaft bekannt, der DFB stellte aber ein Abschiedsspiel in Aussicht. Silvia Neid wollte sich zunächst erst einige Wochen nach der WM zu ihrer Zukunft äußern. Bereits am 13. Juli gab die Bundestrainerin aber bekannt, dass sie ihren vor der WM bis 2016 verlängerten Vertrag erfüllen wolle und eine neue Mannschaft für die EM 2013 aufbauen möchte. Mit der Viertelfinal-Niederlage und dem gleichzeitigen Halbfinaleinzug von Frankreich und Schweden wurde auch erstmals die Qualifikation für das olympische Fußballturnier der Frauen verpasst.

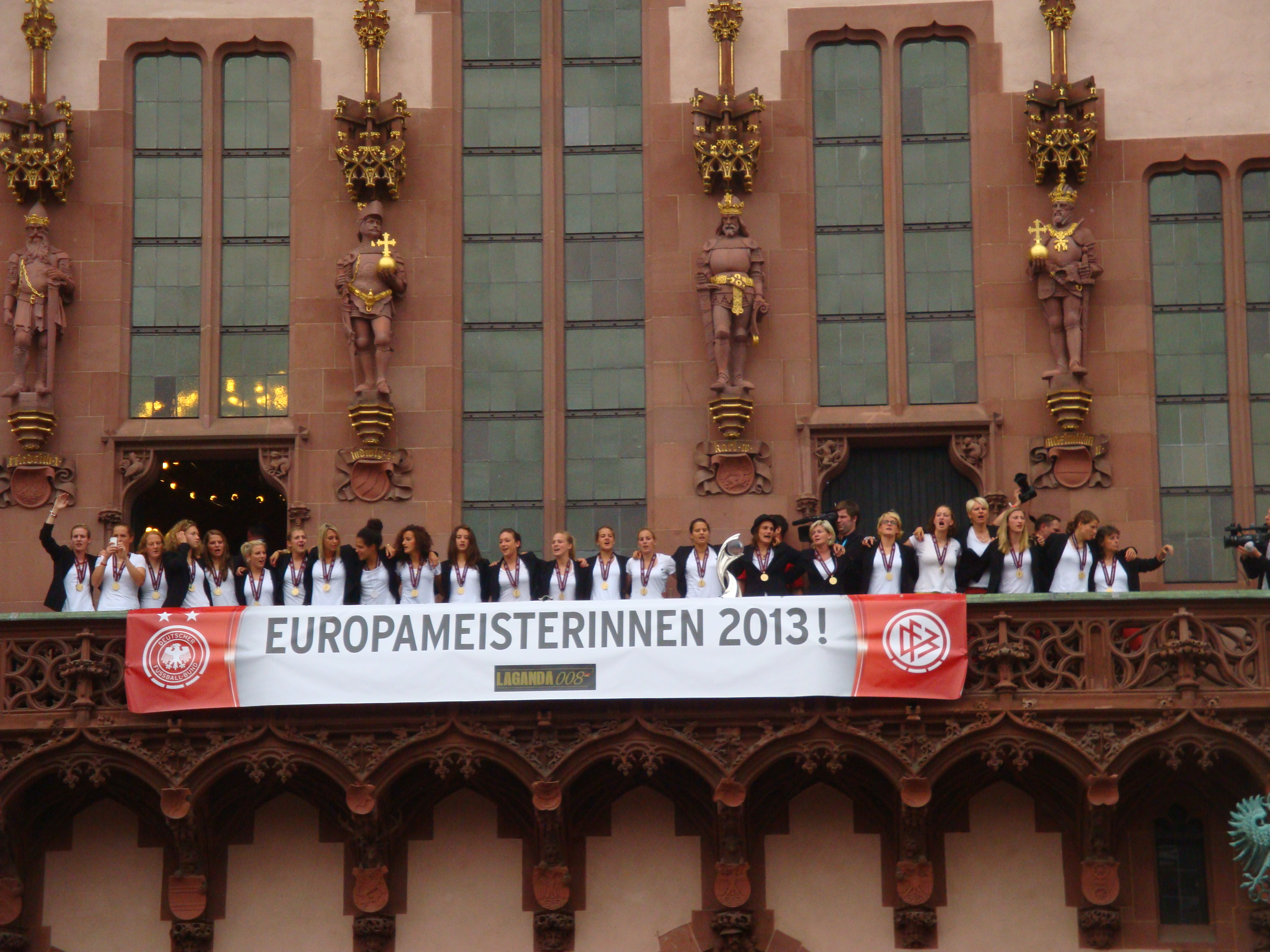
Feier des Europameistertitels 2013 auf dem Balkon des Frankfurter Römers

Das EM-Quali-Spiel gegen Kasachstan am 19. November 2011 wurde mit 17:0 gewonnen; dieses Ergebnis markiert seither den höchsten Sieg. Fünf Tage später musste die Nationalmannschaft beim 2:2 in Spanien nach zwölf Jahren erstmals wieder Punkte in einem Qualifikationsspiel abgeben. Im März 2012 konnte zum zweiten Mal der Algarve-Cup gewonnen werden, wobei im Endspiel Weltmeister Japan mit 4:3 bezwungen und Célia Okoyino da Mbabi mit sechs Toren Torschützenkönigin wurde. Am 16. Juni 2012 qualifizierte sich die Mannschaft zwei Spiele vor dem Ende der Qualifikationsrunde für die Europameisterschaft 2013 in Schweden, da die Schweiz gegen den Gruppenzweiten Spanien gewann, wodurch die deutsche Mannschaft nicht mehr von Platz 1 verdrängt werden konnte. Die EM-Qualifikation wurde mit einer Tordifferenz von 64:3 abgeschlossen, womit der Rekord von 55 Toren aus dem Jahr 1995 übertroffen wurde, der allerdings in vier Spielen weniger aufgestellt wurde. Nach der Qualifikation gab es noch drei Remis in Freundschaftsspielen gegen die USA (1:1 und 2:2) und Frankreich (1:1), womit das Kalenderjahr erstmals seit 1992 wieder ohne Niederlage abgeschlossen wurde.
Anfang 2013 nahm die Mannschaft erneut am Algarve-Cup teil. Im Finale unterlagen die deutschen Spielerinnen den US-Amerikanerinnen. Somit wurde die Serie von 22 Spielen ohne Niederlage durch zwei Tore von Alex Morgan beendet.

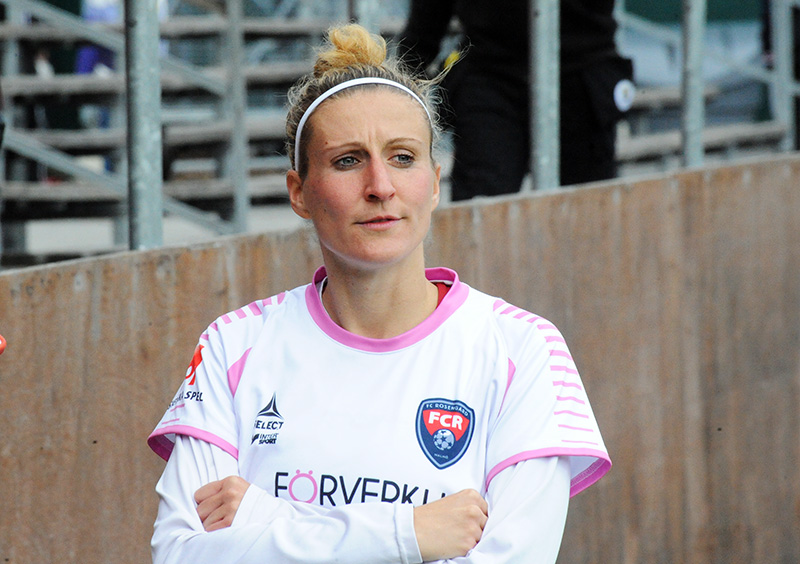
Anja Mittag erzielte den Siegtreffer im EM-Finale 2013 gegen Norwegen

Bei der Europameisterschaft 2013 in Schweden schickte Bundestrainerin Silvia Neid aufgrund zahlreicher verletzungsbedingter Ausfälle eine stark verjüngte Mannschaft ins Rennen. Nach holprigem Verlauf der Gruppenphase (0:0 gegen die Niederlande, 3:0 gegen Island und 0:1 gegen Norwegen [erste Niederlage in einem EM-Endrundenspiel seit 20 Jahren!]) erreichte Deutschland als Gruppenzweiter das Viertelfinale, in dem Italien mit 1:0 besiegt werden konnte. Den entscheidenden Treffer erzielte Simone Laudehr, die nach monatelanger Verletzungspause erst kurz vor dem Turnier wieder fit geworden war. Im Halbfinale war dann Gastgeber Schweden der Gegner. In diesem Spiel zeigte der Titelverteidiger seine wohl beste Turnierleistung und zog in Göteborg durch ein Tor von Dzsenifer Marozsán mit 1:0 ins Endspiel ein. Am 28. Juli 2013 konnte die Mannschaft durch einen 1:0-Sieg im Finale gegen Norwegen zum sechsten Mal hintereinander und zum achten Mal insgesamt den Europameistertitel gewinnen. Das Tor erzielte Anja Mittag, Torhüterin Nadine Angerer parierte zwei Foulelfmeter. Am nächsten Tag trug sich das Team nach ihrer Rückkehr nach Deutschland in Frankfurt ins Goldene Buch der Stadt ein und feierte den Erfolg vor ca. 7.000 Fans, die auf dem Römerberg erschienen waren.
Beim Algarve-Cup 2014 erreichte die deutsche Mannschaft nach Siegen gegen Island, China und Norwegen erneut das Finale und besiegte dort Japan mit 3:0. Dzsenifer Marozsán wurde zur besten Spielerin des Turniers ernannt und wurde mit 4 Treffern gleichzeitig Torschützenkönigin.
Am 13. September 2014 qualifizierte sich die deutsche Mannschaft beim 4:1 gegen Russland vorzeitig für die Weltmeisterschaft 2015 in Kanada. Dort traf die Mannschaft auf Dauergegner Norwegen sowie erstmals auf die WM-Neulinge Elfenbeinküste und Thailand. Bei der WM erzielte Deutschland zwar die meisten Tore (20) – allerdings 19 davon in den ersten vier Spielen, schied dann im Halbfinale gegen die USA aus und verlor danach im Spiel um Platz 3 erstmals gegen England und anschließend auch Platz 1 in der FIFA-Weltrangliste.

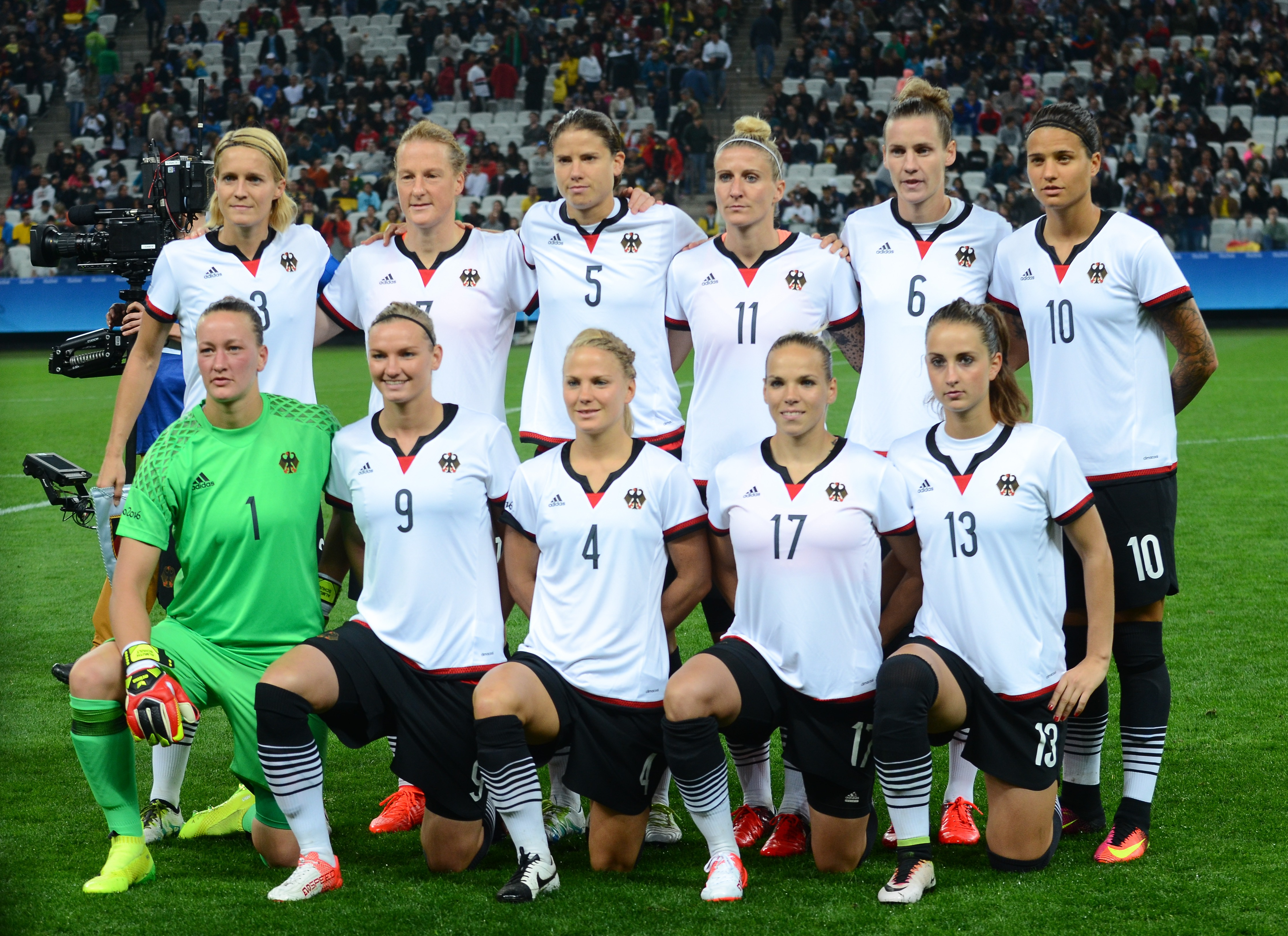
Die Deutsche Nationalmannschaft vor ihrem Spiel gegen Simbabwe bei den Olympischen Spielen 2016.

Durch den Einzug in das Viertelfinale der Weltmeisterschaft 2015 qualifizierte sich die Auswahl direkt für die Olympischen Spiele in Brasilien. In der Gruppenphase trafen sie auf Kanada, Australien und Simbabwe. Das Auftaktspiel konnte in São Paulo gegen Simbabwe mit 6:1 gewonnen werden. Darauf folgte gegen Australien ein Remis (2:2). Im abschließenden Spiel gegen die kanadische Auswahl wurde mit 1:2 verloren und damit erstmals ein Spiel gegen die Kanadierinnen. Punktgleich mit den Australierinnen qualifizierten sich die Deutschen aufgrund der um ein Tor besseren Tordifferenz. In der Finalrunde traf die DFB-Auswahl im Viertelfinale auf China und gewann mit 1:0. Im Halbfinale kam es erneut zum Duell gegen Kanada. Durch einen 2:0-Erfolg zog die Mannschaft ins olympische Finale ein. Dort setzte sich die Mannschaft mit 2:1 durch Treffer von Dzsenifer Marozsán und ein Eigentor von Linda Sembrant gegen Schweden durch und errang zum ersten Mal in der Geschichte des deutschen Frauenfußballs die Goldmedaille bei Olympischen Spielen. Zudem wurde Melanie Behringer mit fünf Toren Torschützenkönigin. Behringer beendete mit dem Olympiafinale ebenso ihre Nationalmannschaftskarriere wie Kapitänin Saskia Bartusiak und Annike Krahn. Mit dem Finale endete auch die Amtszeit von Silvia Neid, der es als einziger Trainerin gelungen war ihre Mannschaft zum WM-Titel, Kontinentaltitel und Olympiasieg zu führen. Am 1. November erhielten die Olympiasiegerinnen wie alle Medaillengewinner das Silberne Lorbeerblatt.

### Seit 2016

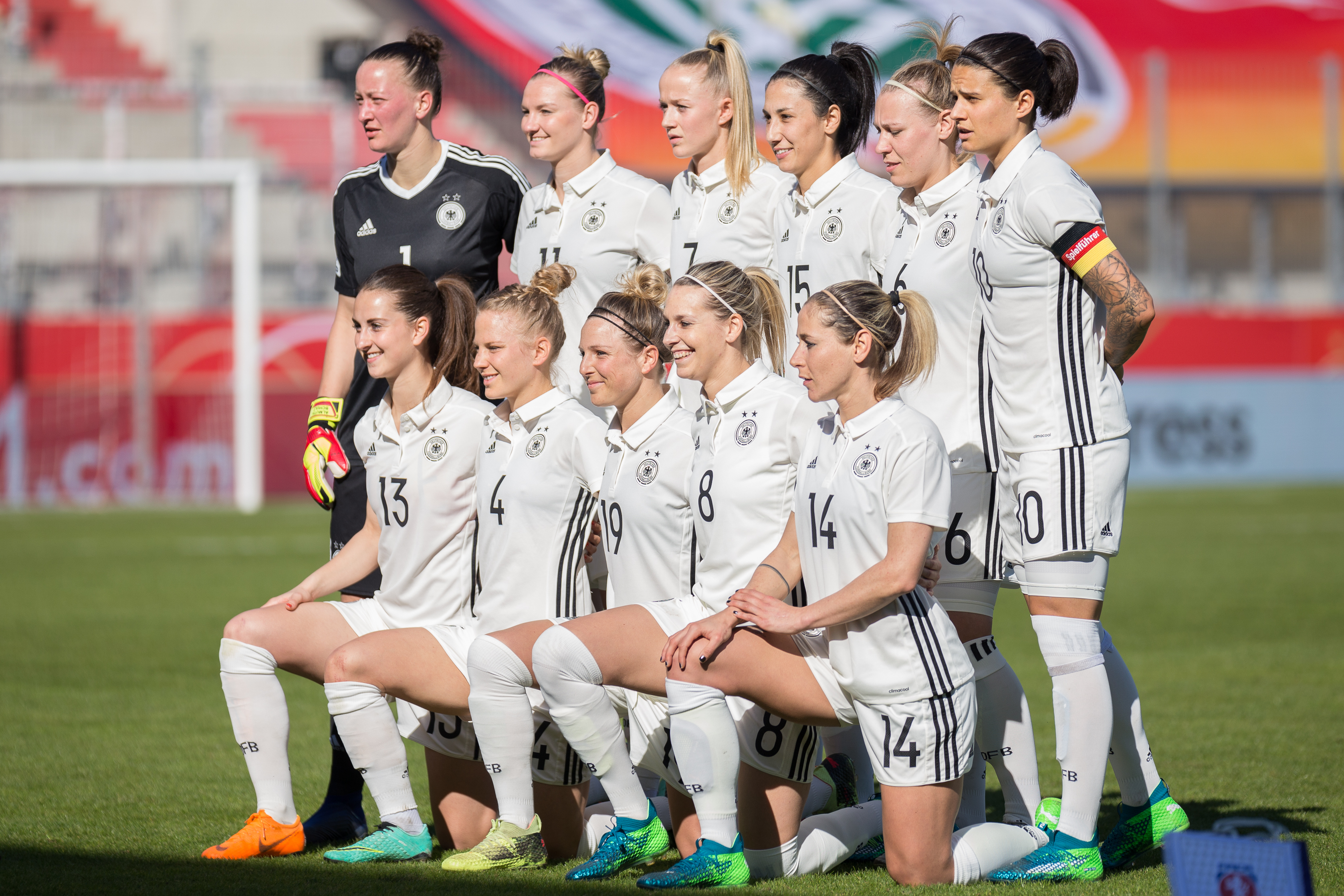
Startelf beim Länderspiel gegen Tschechien im April 2018

Bereits vor den Olympischen Spielen stand fest, dass Steffi Jones neue Bundestrainerin würde und die deutsche Mannschaft für die EM-Endrunde in den Niederlanden qualifiziert war. Unter Jones wurden dann die beiden letzten Qualifikationsspiele in Russland und Ungarn ebenfalls ohne Gegentor gewonnen. Im März nahm die Mannschaft am SheBelieves Cup 2017 teil. Dort erreichte die Mannschaft gegen die Topnationen USA, Frankreich und England wie im Vorjahr den zweiten Platz, diesmal mit je einem Sieg, Remis und einer Niederlage, erzielte aber nur ein Tor (50. Länderspieltor durch Anja Mittag). Dies und ein Spiel gegen Kanada im April (2:1-Sieg) waren dann die wesentlichen Vorbereitungsspiele auf die EM-Endrunde, vor der lediglich noch ein Testspiel gegen die mit mehreren Debütantinnen angetretenen Brasilianerinnen mit 3:1 gewonnen wurde.
Bei der Endrunde der EM 2017 in den Niederlanden schloss die Mannschaft zwar die Vorrunde als Gruppensieger ab, drei der vier Tore wurden aber durch Elfmeter erzielt, zudem blieben die Stürmerinnen ohne Torerfolg. Im wegen Dauerregen um einen Tag verschobenen Viertelfinale verlor die deutsche Mannschaft dann erstmals seit 1993 wieder ein EM-K.-o.-Spiel und schied, wie damals, gegen Dänemark aus. Nach der sieglosen Teilnahme am SheBelieves Cup 2018 trennte sich der DFB im März 2018 von Steffi Jones.
Interimsweise zunächst für zwei Spiele, dann bis zum Herbst übernahm Horst Hrubesch das Amt des Bundestrainers. Unter seiner Leitung wurden die restlichen Qualifikationsspiele ohne Gegentor gewonnen und die WM-Endrunde erreicht. Zudem gewann seine Mannschaft im Juni 2018 ein Freundschaftsspiel in Kanada. Damit stellte er den Startrekord von Silvia Neid mit fünf Siegen ein, schaffte im nächsten Spiel einen neuen Rekord mit sechs Siegen und erhöhte ihn anschließend auf sieben Siege.
Im April gab der DFB die Verpflichtung der ehemaligen Nationalspielerin Martina Voss-Tecklenburg als Trainerin der Frauennationalmannschaft bekannt. Sie hatte aber zunächst noch Verpflichtungen mit der Nationalmannschaft der Schweizerinnen, bevor sie am 30. November 2018 als Nationaltrainerin offiziell vorgestellt wurde. Von den vier Vorbereitungsspielen auf die WM 2019 wurde keines verloren und die ersten vier Spiele bei der WM gewonnen. Im Viertelfinale gab es dann gegen Schweden, gegen das 24 Jahre lang kein Pflichtspiel verloren wurde, eine 1:2-Niederlage. Damit schied die Mannschaft wie 2011 vorzeitig aus und konnte sich auch nicht für die Olympischen Spiele 2020 qualifizieren.
Für die Europameisterschaft 2022 qualifizierte sich das Team am 23. Oktober 2020 als erste Mannschaft nach den englischen Gastgeberinnen. Im Turnier erreichte das Team dann den zweiten Platz, nachdem es sich im Finalspiel gegen England hatte geschlagen geben müssen. Bei ihrer neunten Teilnahme an einem EM-Finale waren die DFB-Frauen damit zum ersten Mal unterlegen. Für die WM in Australien und Neuseeland qualifizierte sich die Mannschaft wieder, schied dort aber erstmals nach der Gruppenphase aus.

## Trainerinnen und Trainer

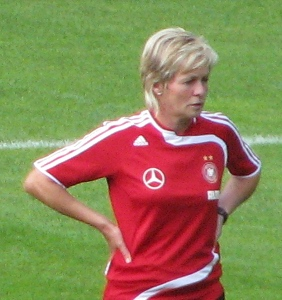
Silvia Neid (2005–2016)
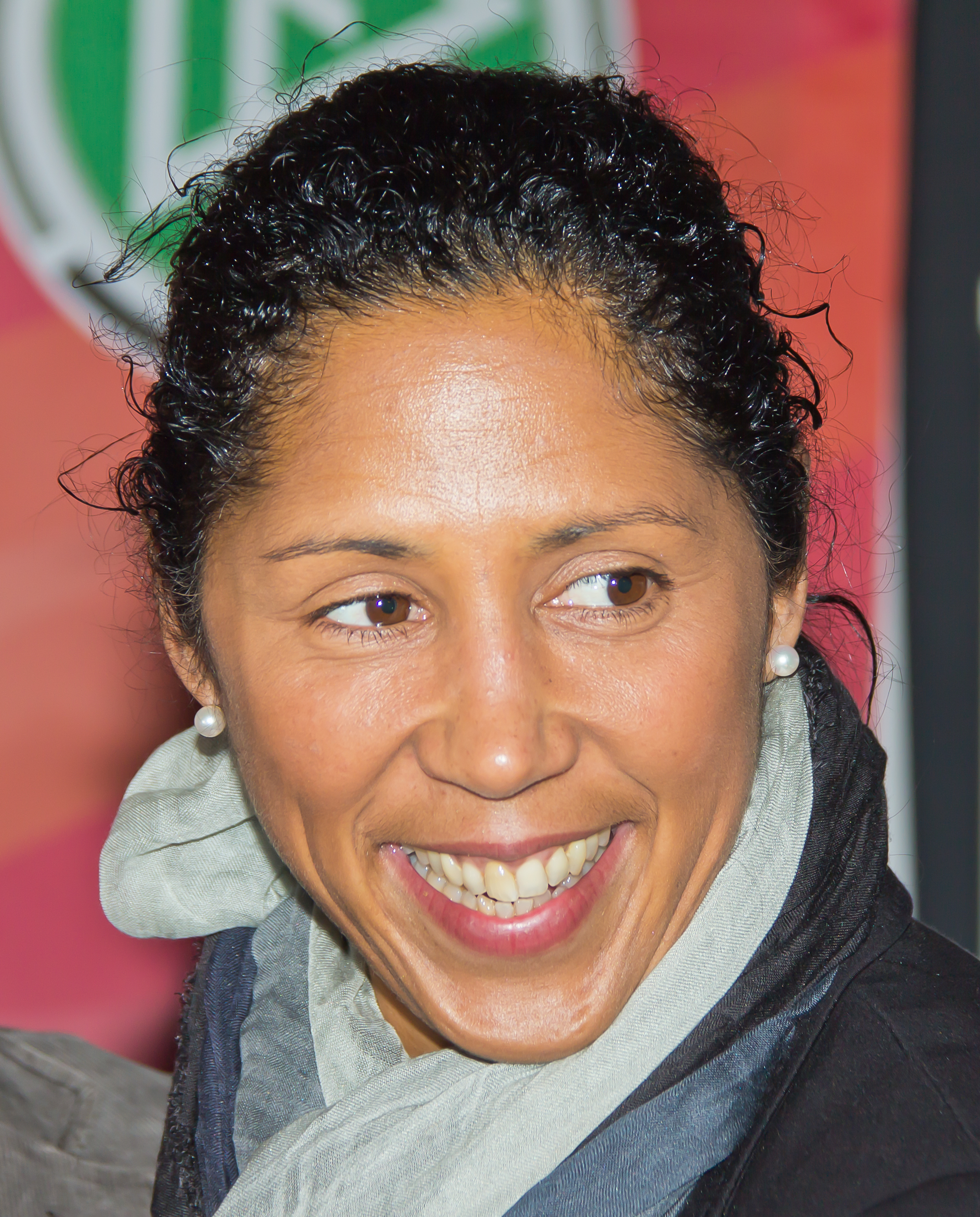
Steffi Jones (2016–2018)
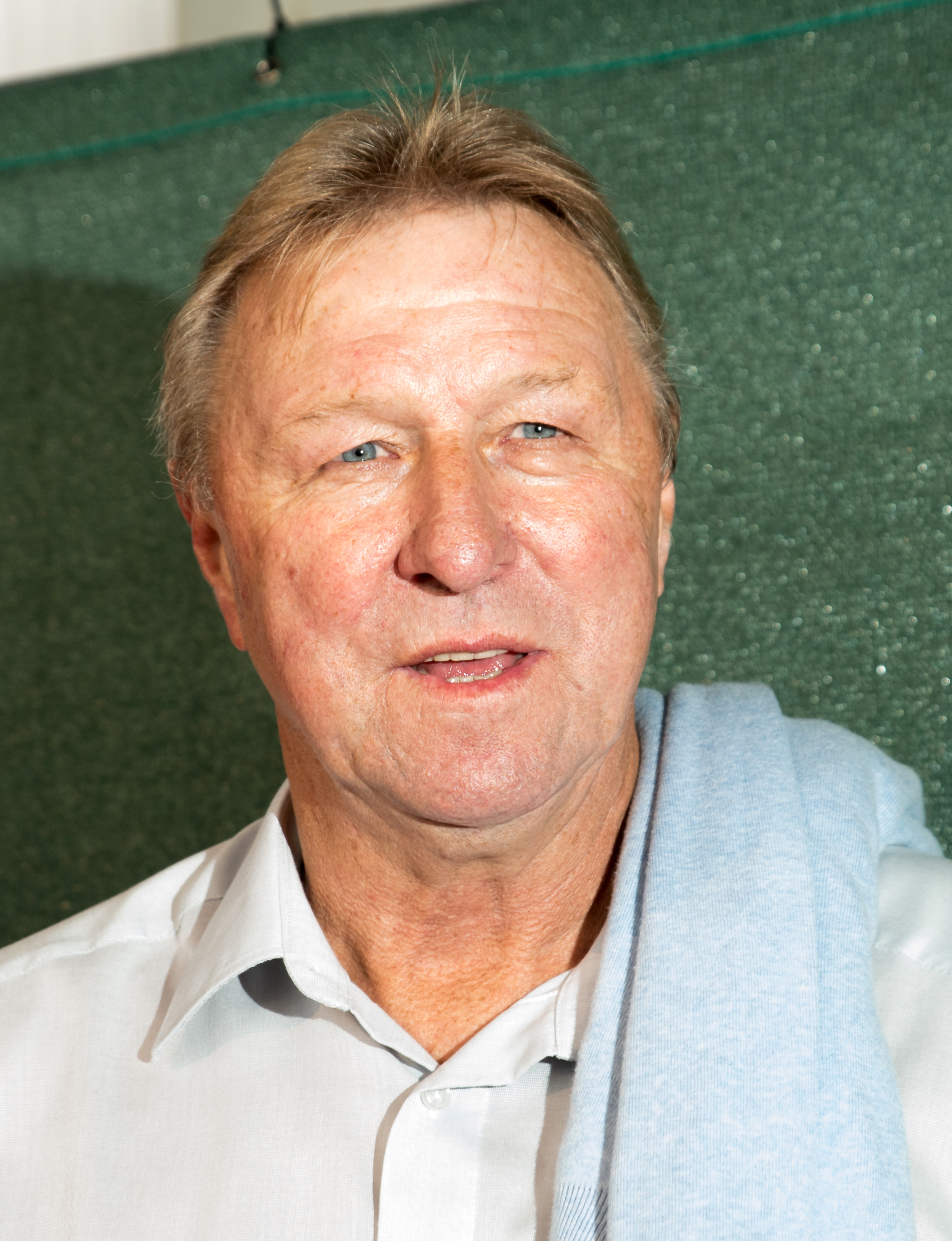
Horst Hrubesch, Interims-Bundestrainer von März bis November 2018 und von Oktober 2023 bis August 2024
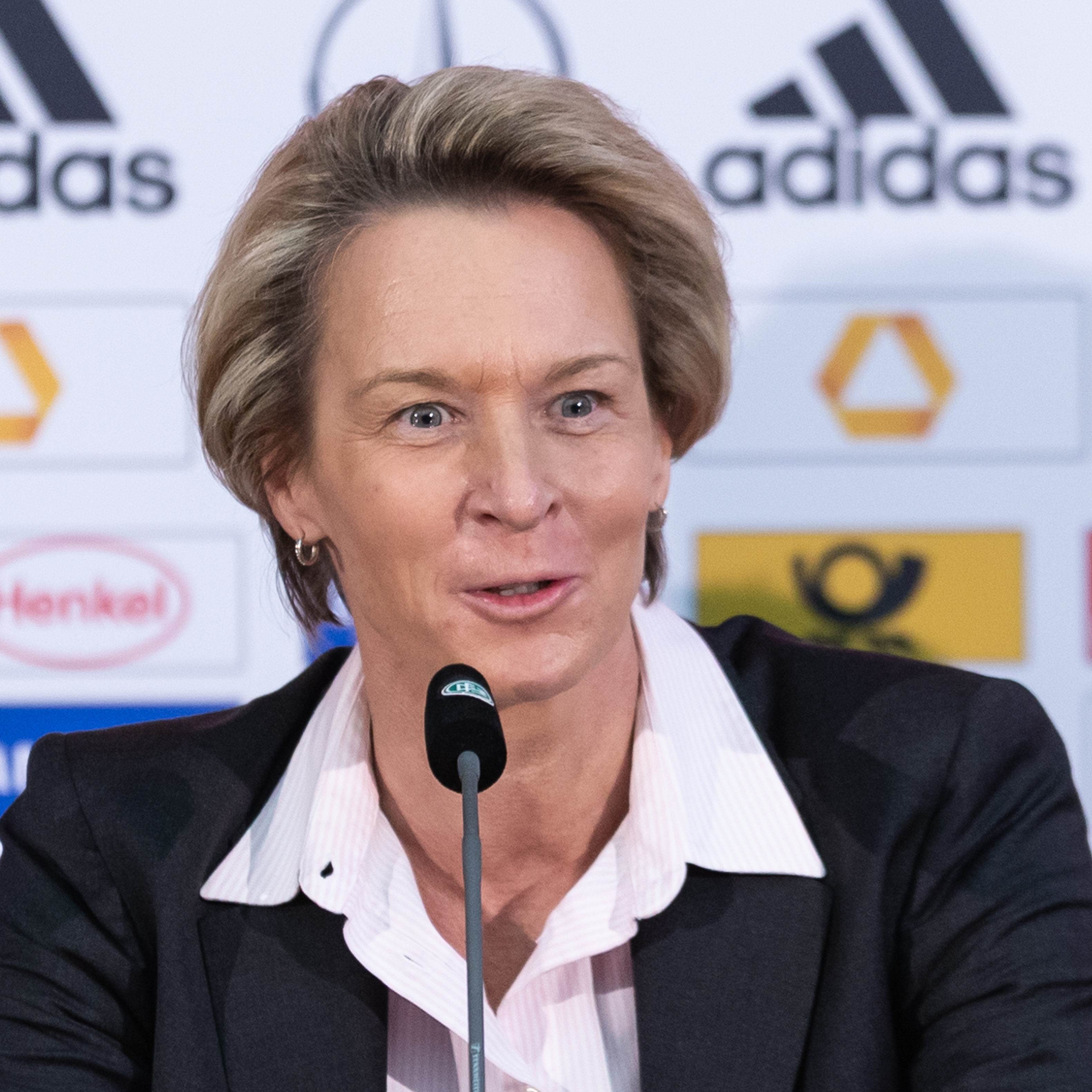
Martina Voss-Tecklenburg (2018–2023)
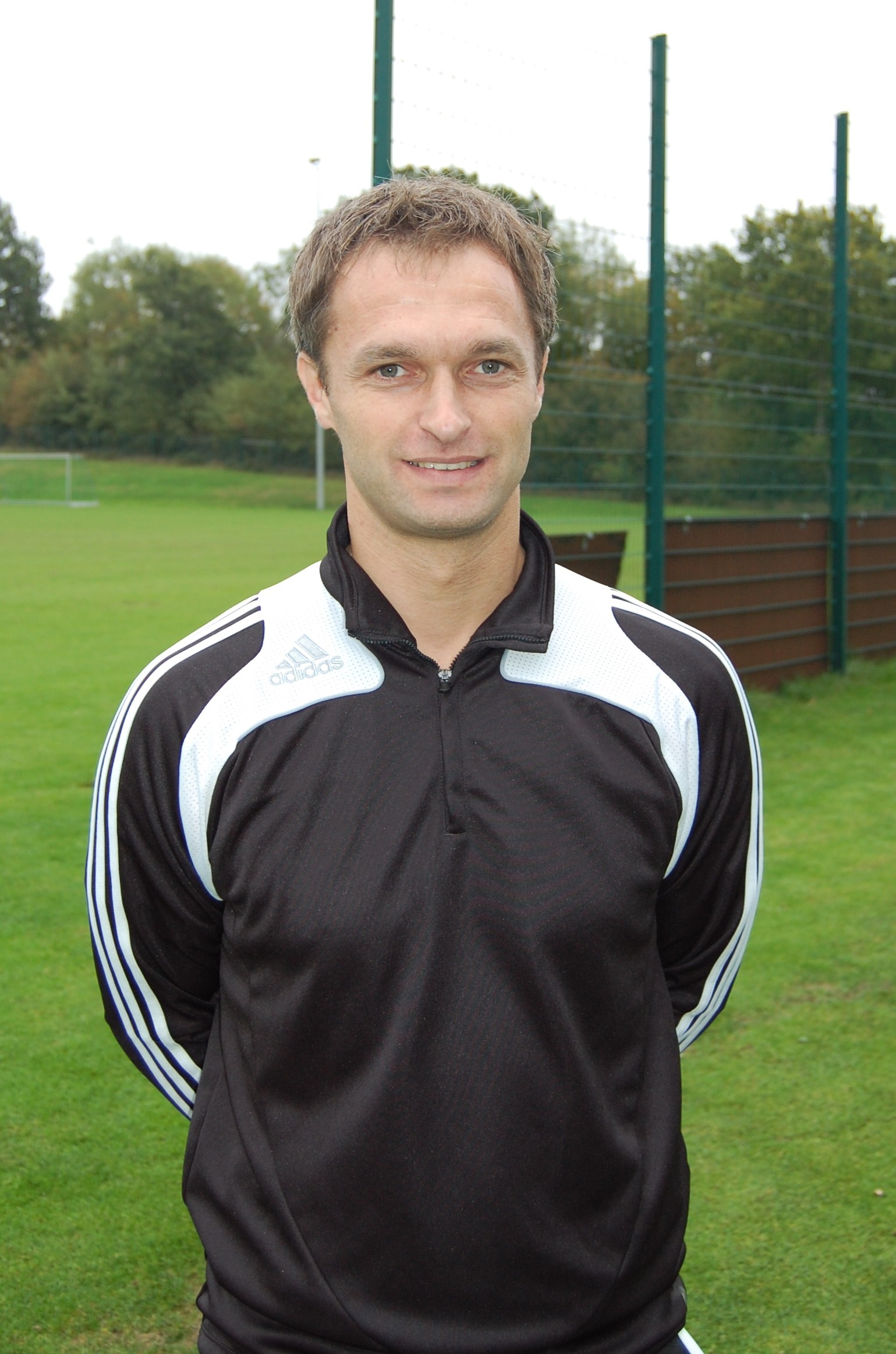
Christian Wück (seit 23. August 2024)

Die deutsche Nationalmannschaft der Frauen ist die einzige Frauennationalmannschaft, bei der drei im Land geborene Nationaltrainer in mehr als 100 Länderspielen auf der Bank saßen.
- Gero Bisanz (1982–1996), geboren am 3. November 1935, war der erste Bundestrainer der Frauen-Nationalmannschaft. Der Chef-Trainerausbilder des DFB führte die Mannschaft 1989, 1991 und 1995 zum Europameistertitel. 1993 belegte die Mannschaft lediglich den vierten Platz, welches seit 1989 das schlechteste Abschneiden der Nationalmannschaft bei einer Europameisterschaft ist. Bei den Weltmeisterschaften führte Bisanz sein Team 1991 zum vierten und 1995 zum zweiten Platz. Sein letztes Turnier waren die Olympischen Spiele 1996, wo die Mannschaft allerdings bereits nach der Vorrunde ausschied. Neben seiner Trainertätigkeit baute er zusammen mit seiner Assistentin Tina Theune ein Sichtungsnetz auf und stellte die Weichen für die erfolgreiche Jugendarbeit. Er war der erste Trainer überhaupt, der 100-mal eine Frauen-Nationalmannschaft betreute.

- Tina Theune (1996–2005), geboren am 4. November 1953, übernahm nach den Olympischen Spielen 1996 das Traineramt. Theune erwarb als erste Frau die Fußballlehrer-Lizenz. Unter ihrer Führung gewann die deutsche Elf die Europameisterschaften 1997, 2001 (vor heimischen Publikum) und 2005. Bei den Olympischen Spielen 2000 und 2004 gewann die deutsche Mannschaft jeweils die Bronzemedaille. Größter Erfolg war der Gewinn der Weltmeisterschaft 2003 in den USA. Damit ist Tina Theune die bisher erfolgreichste Bundestrainerin. Sie profitierte von der erfolgreichen Jugendarbeit und baute viele ehemalige U-19-Nationalspielerinnen in die Mannschaft ein. Nach der erfolgreichen Europameisterschaft 2005 trat sie zurück.

- Silvia Neid (2005–2016), geboren am 2. Mai 1964, ist die erste Trainerin, die zuvor auch Spielerin der Nationalmannschaft war. Bereits im ersten Spiel der Nationalmannschaft kam sie zum Einsatz und war die erste Rekordnationalspielerin, was sie 14 Jahre blieb. Nach ihrer Zeit als Spielerin wurde sie Assistentin von Tina Theune und Trainerin der U-19-Nationalmannschaft, mit der sie 2004 Weltmeister wurde. Im Jahr 2006 wurde unter ihrer Führung erstmals der prestigeträchtige Algarve-Cup gewonnen. Die Weltmeisterschaft 2007 war ihr erstes großes Turnier. Neid war als Bundestrainerin zunächst nicht unumstritten. Nach dem enttäuschenden Abschneiden beim Algarve-Cup 2007 wurde sie wegen ihrer Methoden und ihrer Nominierungen von Seiten der Fans hart kritisiert. So machte sie Ersatztorhüterin Nadine Angerer vor der WM zur Stammtorhüterin. Bei der WM 2007 gelang ihr aber die erfolgreiche Titelverteidigung, was zuvor keiner Mannschaft gelungen war. Dabei blieb die Mannschaft ohne Gegentor, was zuvor auch noch keiner Mannschaft gelungen war und Angerer hielt im Finale einen Strafstoß von Marta, der besten Spielerin des Turniers. Während der WM verlängerte Neid ihren Vertrag mit dem DFB bis 2011, im Juni 2011 sogar bis 2016. 2009 gewann sie mit der Mannschaft die Europameisterschaft, schied aber bei der Heim-WM 2011 im Viertelfinale gegen den späteren Weltmeister Japan aus, wodurch Deutschland auch die Olympischen Spiele 2012 verpasste. Im Juli 2013 gelang unter ihrer Leitung in Schweden die Titelverteidigung beim Finalturnier um die Europameisterschaft. Neid war als Spielerin, Assistenztrainerin und Trainerin an allen Titelgewinnen beteiligt. Unter Neid erzielte die Mannschaft die meisten Tore, kassierte die wenigsten Gegentore und gewann die meisten Spiele. Ihre Assistenztrainerin war Ulrike Ballweg, die auch für die U-23-Mannschaft verantwortlich war. Neid ist die erste DFB-Trainerin unter deren Leitung 100 Spiele gewonnen wurden. Am 30. März 2015 gab sie und der DFB bekannt, dass mit Auslaufen ihres Vertrages 2016 ihre Tätigkeit als Bundestrainerin endet und sie ab September 2016 Leiterin der neuen Scoutingabteilung Frauen- und Mädchenfußball im DFB wird.[37] In ihrem letzten Spiel als deutsche Bundestrainerin, im olympischen Finale, konnte sie mit dem Olympiasieg den letzten großen Titel feiern, der ihr noch fehlte. Sie ist damit die einzige Trainerin, deren Mannschaften sowohl Kontinentalmeister, Olympiasieger als auch Weltmeister wurden, was auch keinem Trainer gelang. 2010, 2013 und 2016 wurde sie als FIFA Welttrainerin des Jahres ausgezeichnet und ist die einzige Trainerin, die die Auszeichnung mehr als einmal erhielt.

- Steffi Jones (September 2016 bis 13. März 2018), geboren am 22. Dezember 1972, war von 1993 bis 2007 Nationalspielerin, spielte unter ihren drei Vorgängern und wie Neid insgesamt 111-mal für Deutschland. Beide spielten noch siebenmal zusammen, u. a. bei der EM 1993 als Deutschland Vierter wurde und Jones ihr erstes Länderspiel bestritt. Nach ihrer aktiven Zeit war sie zunächst ab 2008 Präsidentin des Organisationskomitees der Fußball-Weltmeisterschaft der Frauen 2011 und nach der WM Direktorin beim DFB für die Bereiche Frauen-, Mädchen- und Schulfußball. Im August 2015 wurde sie Co-Trainerin von Silvia Neid.[38] Sie übernahm nach den Olympischen Spielen 2016 das Amt der Bundestrainerin.[37] Ihre erste Aufgabe war die Fußball-Europameisterschaft der Frauen 2017 in den Niederlanden, für die sich die Mannschaft bereits unter Neid qualifiziert hatte. Als Assistenztrainer standen ihr Markus Högner und Verena Hagedorn (bis April 2017) zur Seite.[39] Bei der EM-Endrunde, in der sie alle nominierten Feldspielerinnen einsetzte, scheiterte ihre Mannschaft bereits im Viertelfinale. Nach einer 2:3-Niederlage gegen Island in der WM-Qualifikation, der ersten Heimniederlage in einem WM-Qualifikationsspiel, geriet sie in die Kritik und wurde nach dem sieglosen Abschneiden im SheBelieves-Cup, bei dem die Mannschaft den letzten Platz belegte, im März 2018 entlassen.[40] Sie ist mit 543 Tagen die Bundestrainerin mit der kürzesten Zeit im Amt und liegt damit auch unter der Zeit von Erich Ribbeck, der die kürzeste Amtszeit bei den Männern hatte.

- Horst Hrubesch (13. März bis 13. November 2018 und vom 7. Oktober 2023 bis 11. August 2024), geboren am 17. April 1951, war von 1980 bis 1982 Spieler der Deutschen Nationalmannschaft der Männer (21 Spiele), Europameister 1980 (Torschütze im Finale) und Vizeweltmeister 1982. Hrubesch war in den 1980er und 1990er Jahren Vereinstrainer und ist seit 2000 beim DFB tätig, bis 2016 als Trainer im Jugendbereich (u. a. als Trainer der U-21-Mannschaft, die 2009 Europameister wurde und aus deren Reihen viele Spieler 2014 Weltmeister wurden). 2016 gewann die von ihm geleitete Olympiaauswahl der Männer die Silbermedaille. Seit Anfang 2017 ist er Sportdirektor und als Vertreter des Jugend- und Talentförderbereichs Mitglied des DFB-Präsidiums. Er wurde als Ersatz für Jones interimistisch zunächst für die WM-Qualifikationsspiele im April 2018 berufen und behielt das Amt für den Rest der Qualifikation, die im September endete, sowie die folgenden Freundschaftsspiele. Dabei stellte er einen neuen Startrekord mit sieben Siegen in Folge auf, der erst durch ein torloses Remis im letzten Spiel seiner Amtszeit gegen Spanien endete. Das Engagement als Interimstrainer der Frauennationalmannschaft war sein erstes Engagement im Frauenfußball.[40] Im Oktober 2023 übernahm er erneut das Amt als Vertretung der erkrankten und später entlassenen Martina Voss-Tecklenburg.[41] Unter ihm gewann die Mannschaft bei den Olympischen Spielen 2024 zum vierten Mal die Bronzemedaille durch einen 1:0-Sieg gegen Weltmeister Spanien.

- Martina Voss-Tecklenburg (30. November 2018 bis 3. November 2023), geboren am 22. Dezember 1967, war von 1984 bis 2000 Nationalspielerin und wurde 1989, 1991, 1995 und 1997 Europameisterin und 1995 Vizeweltmeisterin. 1996 wurde sie als erste Spielerin zur Fußballerin des Jahres gewählt. Nach Trainerstationen in Duisburg (Pokalsieg 2009 und 2010 sowie UEFA-Women’s-Cup-Sieg 2009) und Jena übernahm sie 2012 die Schweizer Fussballnationalmannschaft der Frauen. Diese führte sie zu ihrer ersten WM- und EM-Teilnahme 2015 bzw. 2017 und gewann mit ihr den Zypern-Cup 2017, so dass die Schweiz von Platz 26 bis auf Platz 17 der FIFA-Weltrangliste stieg.[42] Sie übernahm nach Abschluss der Qualifikation für die WM 2019, in der sie mit der Schweiz im Playoff-Finale an Europameister Niederlande scheiterte, das Amt der Bundestrainerin.[43] Assistenztrainerin wurde Britta Carlson, die von 2004 bis 2007 für die deutsche Nationalmannschaft spielte und bereits im Juni 2018 beim Länderspiel gegen Kanada zum Trainerteam von Horst Hrubesch gehörte.[44] Als weitere Assistenten kamen Thomas Nörenberg und Patrik Grolimund (Schwerpunkt Athletik) hinzu. Trainer der Torhüterinnen wurde erneut Michael Fuchs, der bereits neun Jahre lang zum Trainerteam von Silvia Neid gehörte.[45] Am 30. November 2018 wurde sie offiziell als neue Bundestrainerin vorgestellt.[46] Das erste Länderspiel unter ihrer Leitung wurde Ende Februar 2019 mit 1:0 gegen WM-Gastgeber Frankreich gewonnen. Bei der WM schied ihre Mannschaft im Viertelfinale aus und konnte sich auch nicht für die Olympischen Spiele 2020 qualifizieren. Für die Fußball-Europameisterschaft der Frauen 2022 konnte sie sich mit der Mannschaft vorzeitig und ohne Punktverlust qualifizieren. Bei der Endrunden gelangen Siege in der Gruppenphase gegen Dänemark, Spanien und Finnland, sowie in der K.-o.-Runde gegen Österreich und Frankreich. Dabei gelang Kapitänin Alexandra Popp in jedem Spiel mindestens ein Tor. Aufgrund muskulärer Probleme konnte sie im Finale, das mit 1:2 nach Verlängerung gegen England verloren wurde, nicht mitwirken. Auch bei der WM 2023 erzielte Popp in jedem Gruppenspiel mindestens ein Tor, das reichte aber nicht, um das erstmalige Aus nach der Gruppenphase zu verhindern. Nach der WM erkrankte Voss-Tecklenburg und wurde zunächst bei zwei Spielen der neuen Nations League von Co-Trainerin Britta Carlson vertreten und anschließend von Horst Hrubesch. Anfang November 2023 lösten sie und der DFB ihren Vertrag vorzeitig auf.

- Christian Wück (seit 23. August 2024), geboren am 9. Juni 1973, war im Oktober 1990 drittjüngster Spieler der Bundesliga-Geschichte. Er spielte für den 1. FC Nürnberg, den Karlsruher SC, den VfL Wolfsburg und Arminia Bielefeld, wo er mit 29 Jahren seine aktive Karriere aus Verletzungsgründen beendete. Er bestritt 14 Spiele für die U 21-Nationalmannschaft und erzielte dabei vier Tore. Seine Trainerkarriere begann er 2006/2007 als Co-Trainer von Rot Weiss Ahlen. Nach einem Engagement bei Holstein Kiel wurde er 2011 Co-Trainer der U 16-Nationalmannschaft und ein Jahr später deren Cheftrainer. Mit der U 17-Nationalmannschaft des Jahrgangs 2006 gewann er 2023 den EM- und WM-Titel. Seit August 2024 ist Wück Nationaltrainer. Das erste Spiel unter seiner Leitung gewann Deutschland am 25. Oktober 2024 auswärts im Wembley-Stadion in London mit 4:3 gegen England.

## Spielkleidung und Trikot

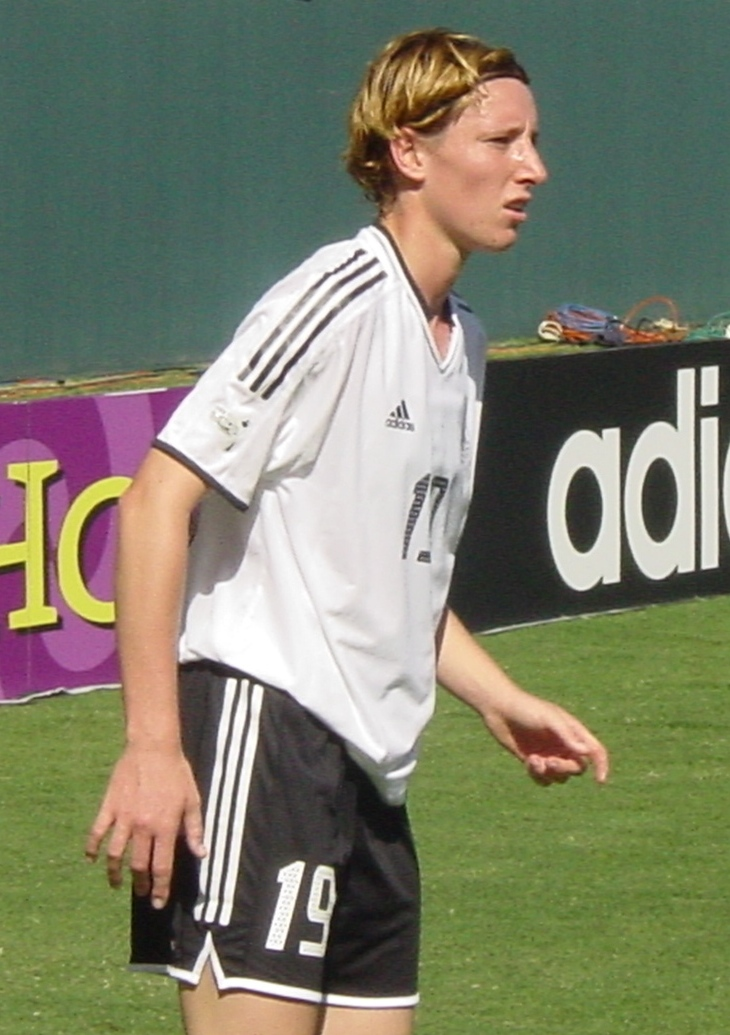
Dress der Nationalmannschaft im Jahr 2003

In der Regel tragen die Spielerinnen weiße Trikots, schwarze Hosen und weiße Stutzen. Die Farben Weiß und Schwarz sind die Farben Preußens. Das weiße Trikot ist mit schwarzen adidas-Streifen auf den Schultern versehen und zeigt einen über die rechte Körperhälfte vom Hals abwärts laufenden geschwungenen Farbeinsatz in den Landesfarben Schwarz, Rot und Gold. Die vom Ausrüster Adidas gefertigten Trikots bestehen aus einem Spezialgewebe, das Feuchtigkeit leichter nach außen transportieren soll und so für eine bessere Körpertemperatur sorgt. Auf dem Trikot trugen sie zudem bis zum Viertelfinale der WM 2011 auf der rechten Seite das FIFA-Trophy-Badge für den aktuellen Weltmeister. Dieses Abzeichen wird seit 2008 an die aktuellen Weltmeister vergeben. Die Ausweichgarnitur bestand zeitweise aus roten Trikots mit ebenfalls am Hals beginnenden Streifen, identisch mit denen des Haupttrikots, jedoch Schwarz statt Gelb. Dazu trugen sie weiße Hosen und rote Stutzen. Zwischenzeitlich war die Ausweichgarnitur überwiegend in schwarz gehalten mit roten Schulterstreifen. In diesen Farben gewann die Mannschaft die EM 2013. Im derzeitigen roten Ausweichdress wurde der erste Olympiasieg im August 2016 errungen. Seit Ende 2016 spielt die deutsche Nationalmannschaft entweder in weißen Trikots und weißen Hosen oder in grünen Auswärtstrikots mit grünen Hosen.
Nach dem Gewinn der Weltmeisterschaft 2003 trugen die Nationalspielerinnen zunächst einen Stern auf dem Trikot. Zuvor prangten drei Sterne für die drei Weltmeistertitel der Männer-Nationalmannschaft auf den Trikots. Nach der erfolgreichen Titelverteidigung 2007 spielte die Mannschaft erstmals im EM-Qualifikationsspiel gegen Belgien am 28. Oktober in Lübeck mit zwei Sternen über dem Verbandswappen. Ausrüster der Nationalmannschaft ist wie bei allen DFB-Teams die Firma adidas. Für die Frauen werden aber die Trikots extra angefertigt und etwas auf Taille geschnitten. Wie bei den Herren können auch die Frauen mittlerweile Schuhe eines individuellen Ausrüsters tragen. Auf den Trainingsjacken machte die Mannschaft zunächst Werbung für den Sponsor Alno, danach für Mercedes-Benz. Seit Januar 2011 ist die Allianz Hauptpartner der Frauennationalmannschaft.

## Spielorte
| Häufigste Heimspielstätten | Häufigste Heimspielstätten | Häufigste Heimspielstätten |
| Stadt                      | Spiele                     | Zeitraum                   |
| -------------------------- | -------------------------- | -------------------------- |
| Osnabrück                  | 9                          | 1989–2018                  |
| Duisburg                   | 6                          | 1997–2024                  |
| Aachen                     | 5                          | 2000–2024                  |
| Bielefeld                  | 5                          | 1994–2022                  |
| Bochum                     | 5                          | 1990–2024                  |
| Erfurt                     | 5                          | 2001–2022                  |
| Offenbach am Main          | 5                          | 2004–2023                  |
| Ulm                        | 5                          | 2001–2005                  |
| Wiesbaden                  | 5                          | 2011–2021                  |
| Essen                      | 4                          | 2013–2021                  |
| Frankfurt am Main          | 4                          | 2000–2013                  |
| Fürth                      | 4                          | 1999–2023                  |
| Mannheim                   | 4                          | 1996–2014                  |
| Wolfsburg                  | 4                          | 2001–2025                  |
| Augsburg                   | 3                          | 2001–2011                  |
| Cottbus                    | 3                          | 2006–2021                  |
| Dresden                    | 3                          | 1998–2022                  |
| Halle (Saale)              | 3                          | 2012–2018                  |
| Ingolstadt                 | 3                          | 2011–2020                  |
| Kaiserslautern             | 3                          | 1988–1995                  |
| Kassel                     | 3                          | 2001–2019                  |
| Koblenz                    | 3                          | 1982–2007                  |
| Lüdenscheid                | 3                          | 1984–2002                  |
| Paderborn                  | 3                          | 2013–2019                  |
| Rheine                     | 3                          | 1990–1998                  |
| Siegen                     | 3                          | 1983–2005                  |
| Weil am Rhein              | 3                          | 1991–1999                  |

Die deutsche Nationalmannschaft hat genau wie ihre männlichen Kollegen kein Nationalstadion. Die Heimspiele finden in wechselnden Spielorten statt. Bei Turnieren ergibt sich der Spielort durch den Turnierverlauf.
Bisher (Stand: 30. Mai 2025) spielte die deutsche Auswahl in 101 verschiedenen deutschen Städten; die Männer dagegen – obwohl sie insgesamt mehr Spiele ausgetragen haben – nur in 42. Die meisten Heimspiele wurden in Osnabrück ausgetragen. Bisher neunmal war Osnabrück Gastgeber; es folgen Duisburg mit sechs, Aachen, Bielefeld, Bochum, Erfurt (häufigster Spielort in den neuen Bundesländern), Offenbach am Main, Ulm sowie Wiesbaden mit fünf und Essen, Frankfurt am Main, Fürth, Mannheim sowie Wolfsburg mit vier Spielen. Je dreimal spielte die DFB-Elf in Augsburg, Cottbus, Halle (Saale), Ingolstadt, Kaiserslautern, Kassel, Koblenz, Lüdenscheid, Rheine, Siegen und in Weil am Rhein. Das erste Spiel in den neuen Bundesländern fand am 9. Mai 1991 in Aue statt.
In den 1980er und 1990er Jahren fanden die Heimspiele in der Regel in kleineren Städten statt, in denen es keinen höherklassigen Fußball gab. Da zur damaligen Zeit nur wenige Tausend Zuschauer zu den Länderspielen kamen, bestand keine Notwendigkeit, in größeren Stadien zu spielen. Auf diese Weise kamen Städte wie Helmstedt, Warendorf oder Spremberg zu Länderspielehren. Durch die Erfolge der Nationalmannschaft stiegen die Zuschauerzahlen bei Länderspielen. Mehr als 10.000 Zuschauer wurden zeitweise zum Regelfall, so dass größere Stadien notwendig wurden. Heute spielt die DFB-Elf in Stadien, die zwischen 10.000 und 50.000 Zuschauer fassen, die aber zuletzt nicht immer gefüllt wurden.
In den deutschen Metropolen fanden dagegen nur sehr selten Länderspiele statt. Bis zur WM 2011 wurde in Berlin und Hamburg jeweils nur einmal gespielt, in Frankfurt am Main zweimal, in Nürnberg erstmals am 11. April 2023, in Hannover am 17. Juli 2024, Bremen am 30. Mai 2025, und in einigen Großstädten wie Dortmund, Köln, Leipzig und Stuttgart fanden noch nie Länderspiele statt.
Die meisten Länderspiele außerhalb Deutschlands fanden in Faro/Loulé (Portugal) und Guangzhou (Volksrepublik China) statt. Sechzehnmal spielte die deutsche Auswahl in Faro/Loulé und neunmal in Guangzhou. Die hohe Zahl erklärt sich durch die Teilnahme der DFB-Elf am Vier-Nationen-Turnier (letzte Teilnahme 2007) und dem Algarve-Cup, die jedes Jahr in China bzw. Portugal stattfinden. Dabei trat man in Faro nie gegen den Gastgeber an. Siebenmal waren Albufeira und Vila Real de Santo António sowie sechsmal Parchal (alle ebenfalls Portugal) Spielort deutscher Länderspiele. Fünfmal trat man in Shanghai und Washington, D.C. an, je viermal spielte die deutsche Mannschaft in Minneapolis, Moskau und Tampere.

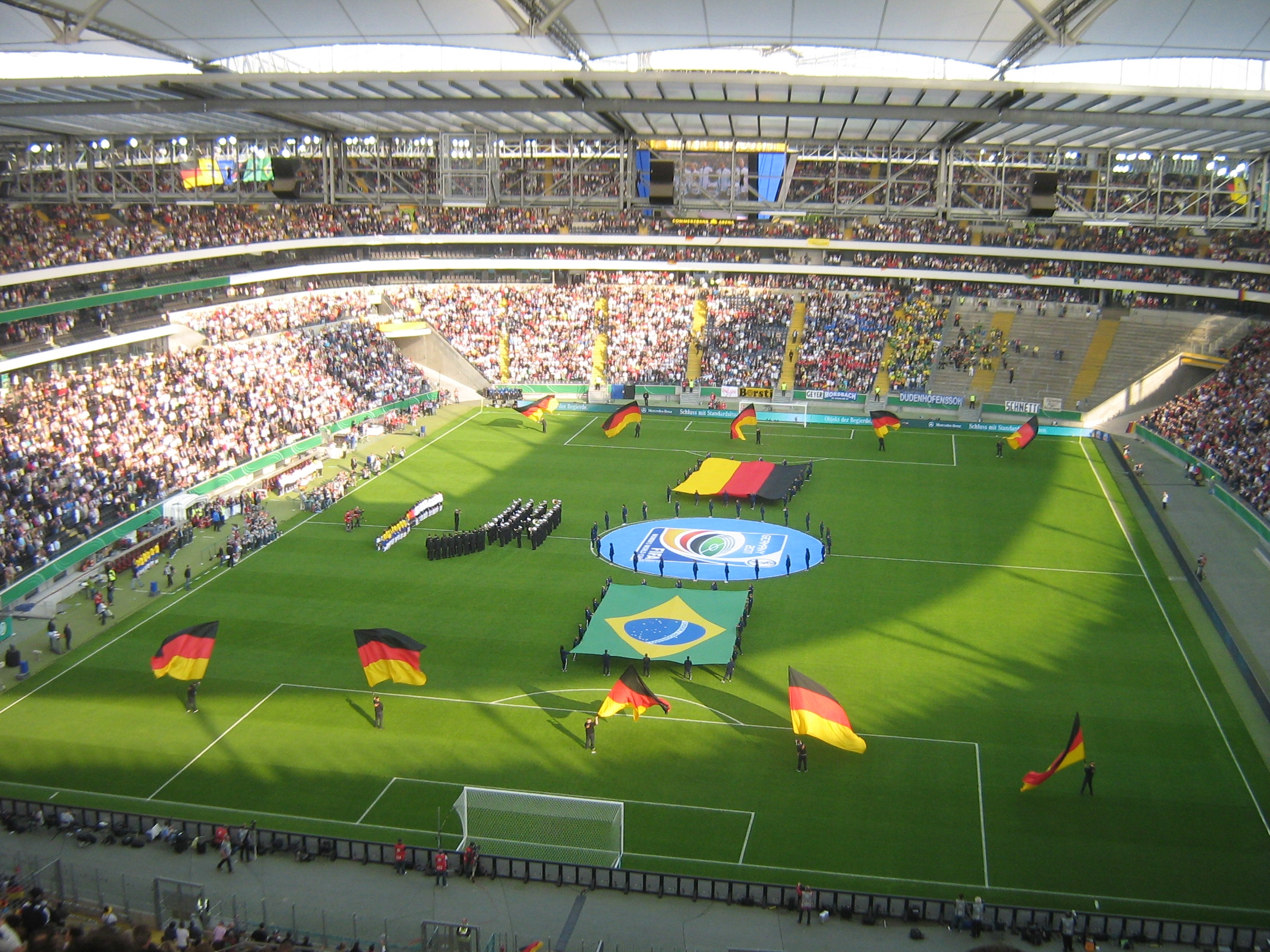
Vor dem Länderspiel gegen Brasilien am 22. April 2009 in Frankfurt

Das erste Auswärtsspiel fand am 19. März 1983 im niederländischen Venray statt. Am 5. August 1990 spielte die DFB-Elf in Minneapolis zum ersten Mal außerhalb Europas. Das erste Spiel in Asien wurde am 17. November 1991 in Jiangmen ausgetragen. In Ozeanien wurde erstmals am 13. September 2000 in Canberra gespielt. In Südamerika spielten die deutschen Frauen erstmals 2016 bei den Olympischen Spielen. In Afrika fanden bisher noch keine Länderspiele der deutschen Mannschaft statt.
Die größten Triumphe feierte die deutsche Auswahl in Carson und Shanghai, wo die DFB-Elf 2003 und 2007 Weltmeister wurde, und in Rio de Janeiro, wo 2016 die olympische Goldmedaille gewonnen wurde. Die Europameistertitel wurden in Osnabrück (1989), Aalborg (1991), Kaiserslautern (1995), Oslo (1997), Ulm (2001), Blackburn (2005), Helsinki (2009) und Solna (2013) gefeiert. Die olympischen Bronzemedaillen wurden in Sydney (2000), Athen (2004), Peking (2008) und Paris (2024) gewonnen. Die drei Siege im prestigeträchtigen Algarve-Cup wurden 2006, 2012 und 2014 im Estádio Algarve in Faro/Loulé unter Dach und Fach gebracht.
Die lange Zeit höchste Zuschauerzahl bei einem Spiel der deutschen Mannschaft wurde am 1. Juli 1999 verzeichnet. 54.642 Zuschauer sahen das WM-Viertelfinale gegen die USA in Washington D.C. Mit 46.104 Zuschauern wurden am 29. Juni 2013 in München beim Freundschaftsspiel gegen Japan die meisten Zuschauer bei einem Freundschaftsspiel in Europa gezählt. Bei der Weltmeisterschafts-Eröffnung 2011 am 26. Juni 2011 schauten 73.680 Zuschauer im Olympiastadion in Berlin dem Spiel Deutschland gegen Kanada zu. Dies war gleichzeitig bis zum 9. August 2012 die höchste Zuschauerzahl bei einem Frauenländerspiel in Europa, wurde dann vom Finale bei den Olympischen Spielen überboten, das 80.203 Zuschauer im Wembley-Stadion sahen. Am 9. November 2019 wurde mit 77.768 Zuschauern im Wembley-Stadion ein neuer Rekord für ein Freundschaftsspiel in Europa aufgestellt, der für die deutsche Mannschaft zudem bis zum 31. Juli 2022 die höchste Zuschauerzahl für ein Auswärtsspiel bedeutete.
Dann bestritten sie vor 87.192 Zuschauern ebenfalls in Wembley das EM-Finale, womit ein neuer Zuschauerrekord für ein Länderspiel der Frauen in Europa aufgestellt wurde.

## Mannschaft

### Aktueller Kader
Folgende Spielerinnen wurden in den Kader für die UEFA Women's EURO 2025 in der Schweiz vom 2. bis 27. Juli 2025 berufen.
| 01                     | Ann-Katrin Berger | 9. Oktober 1990    | 2020 | Gotham FC           | 27  | 0  | 23. Juli 2025    |
| 12                     | Stina Johannes    | 23. Januar 2000    | 2024 | Eintracht Frankfurt | 3   | 0  | 25. Februar 2025 |
| 21                     | Ena Mahmutovic    | 23. Dezember 2003  | 2024 | FC Bayern München   | 1   | 0  | 2. Dezember 2024 |
| Abwehr                 |                   |                    |      |                     |     |    |                  |
| 07                     | Giulia Gwinn      | 2. Juli 1999       | 2017 | FC Bayern München   | 64  | 14 | 4. Juli 2025     |
| 03                     | Kathrin Hendrich  | 6. April 1992      | 2014 | Chicago Red Stars   | 86  | 5  | 19. Juli 2025    |
| 17                     | Franziska Kett    | 24. Oktober 2004   | 2025 | FC Bayern München   | 5   | 0  | 23. Juli 2025    |
| 23                     | Sophia Kleinherne | 12. April 2000     | 2019 | VfL Wolfsburg       | 36  | 1  | 23. Juli 2025    |
| 04                     | Rebecca Knaak     | 23. Juni 1996      | 2025 | Manchester City     | 9   | 0  | 23. Juli 2025    |
| 02                     | Sarai Linder      | 26. Oktober 1999   | 2023 | VfL Wolfsburg       | 29  | 1  | 19. Juli 2025    |
| 06                     | Janina Minge      | 11. Juni 1999      | 2023 | VfL Wolfsburg       | 26  | 1  | 23. Juli 2025    |
| 05                     | Carlotta Wamser   | 1. November 2003   | 2025 | Bayer Leverkusen    | 6   | 0  | 23. Juli 2025    |
| Mittelfeld und Angriff |                   |                    |      |                     |     |    |                  |
| 22                     | Jule Brand        | 16. Oktober 2002   | 2021 | Olympique Lyon      | 65  | 11 | 23. Juli 2025    |
| 19                     | Klara Bühl        | 7. Dezember 2000   | 2019 | FC Bayern München   | 72  | 28 | 23. Juli 2025    |
| 15                     | Selina Cerci      | 31. Mai 2000       | 2022 | TSG 1899 Hoffenheim | 13  | 5  | 23. Juli 2025    |
| 13                     | Sara Däbritz      | 15. Februar 1995   | 2013 | Real Madrid         | 111 | 18 | 23. Juli 2025    |
| 16                     | Linda Dallmann    | 2. September 1994  | 2016 | FC Bayern München   | 71  | 14 | 23. Juli 2025    |
| 10                     | Laura Freigang    | 1. Februar 1998    | 2020 | Eintracht Frankfurt | 42  | 17 | 12. Juli 2025    |
| 18                     | Giovanna Hoffmann | 20. September 1998 | 2024 | RB Leipzig          | 12  | 3  | 23. Juli 2025    |
| 08                     | Sydney Lohmann    | 19. Juni 2000      | 2018 | Manchester City     | 42  | 6  | 23. Juli 2025    |
| 09                     | Sjoeke Nüsken     | 22. Januar 2001    | 2021 | FC Chelsea          | 49  | 7  | 19. Juli 2025    |
| 11                     | Lea Schüller      | 12. November 1997  | 2017 | FC Bayern München   | 80  | 54 | 23. Juli 2025    |
| 20                     | Elisa Senß        | 1. Oktober 1997    | 2023 | Eintracht Frankfurt | 26  | 2  | 23. Juli 2025    |
| 14                     | Cora Zicai        | 29. November 2004  | 2024 | VfL Wolfsburg       | 4   | 2  | 8. Juli 2025     |

### Weitere Spielerinnen
Folgende Spielerinnen gehören zum erweiterten Kader, wurden aber wegen Erkrankung (K), Verletzungen (V), Schwangerschaft/Mutterschutz (S) und/oder anderen Gründen nicht berufen bzw. stehen auf Abruf (A).
| Laura Benkarth             | 14. Oktober 1992   | 2015 | Olympique Lyon         | 11 | 0 | 15. Juni 2021     |
| Rafaela Borggräfe (A)      | 5. März 2000       | –    | SC Freiburg            | 0  | 0 | –                 |
| Laura Dick (A)             | 13. Juni 2003      | –    | TSG 1899 Hoffenheim    | 0  | 0 | –                 |
| Maria Luisa Grohs          | 13. Juni 2001      |      | FC Bayern München      | 0  | 0 | –                 |
| Julia Kassen               | 17. Mai 2002       | –    | SC Freiburg            | 0  | 0 | –                 |
| Friederike Repohl          | 7. Juli 1994       | –    | Bayer 04 Leverkusen    | 0  | 0 | –                 |
| Martina Tufeković          | 16. Juli 1994      | –    | TSG 1899 Hoffenheim    | 0  | 0 | –                 |
| Sophia Winkler             | 29. Juni 2003      | 2024 | SGS Essen              | 1  | 0 | 29. November 2024 |
| Abwehr                     |                    |      |                        |    |   |                   |
| Jana Feldkamp              | 15. März 1998      | 2021 | TSG 1899 Hoffenheim    | 15 | 0 | 11. November 2022 |
| Janina Hechler             | 28. Januar 1999    | –    | VfB Stuttgart          | 0  | 0 | –                 |
| Paulina Krumbiegel (A)     | 27. Oktober 2000   | 2020 | Juventus Turin         | 11 | 4 | 8. April 2025     |
| Maximiliane Rall           | 18. November 1993  | 2018 | VfB Stuttgart          | 9  | 0 | 11. November 2022 |
| Felicitas Rauch (A)        | 30. April 1996     | 2015 | North Carolina Courage | 50 | 5 | 25. Februar 2025  |
| Bibiane Schulze Solano (V) | 12. November 1998  | 2024 | Athletic Bilbao        | 7  | 0 | 6. August 2024    |
| Carolin Simon              | 24. November 1992  | 2016 | FC Bayern München      | 22 | 3 | 7. Juli 2023      |
| Pia-Sophie Wolter (A)      | 13. November 1997  | 2020 | Eintracht Frankfurt    | 7  | 0 | 2. Dezember 2024  |
| Mittelfeld und Angriff     |                    |      |                        |    |   |                   |
| Nicole Anyomi              | 10. Februar 2000   | 2021 | Eintracht Frankfurt    | 27 | 2 | 28. Oktober 2024  |
| Pauline Bremer             | 10. April 1996     | 2014 | Brighton & Hove Albion | 21 | 4 | 7. März 2020      |
| Gia Corley (A)             | 20. Mai 2002       | –    | San Diego Wave FC      | 0  | 0 | –                 |
| Vanessa Diehm (A)          | 22. März 2004      | –    | TSG 1899 Hoffenheim    | 0  | 0 | –                 |
| Fabienne Dongus            | 11. Mai 1994       | 2021 | TSG 1899 Hoffenheim    | 5  | 0 | 6. September 2022 |
| Vivien Endemann (A)        | 7. August 2001     | 2024 | VfL Wolfsburg          | 15 | 1 | 25. Februar 2025  |
| Anna Gasper                | 3. Januar 1997     | –    | Benfica Lissabon       | 0  | 0 | –                 |
| Lisanne Gräwe (A)          | 11. Februar 2003   | 2024 | Eintracht Frankfurt    | 3  | 0 | 2. Dezember 2024  |
| Alicia-Sophie Gudorf       | 23. Mai 2001       | –    | SC Freiburg            | 0  | 0 | –                 |
| Chantal Hagel              | 20. Juli 1998      | 2022 | VfL Wolfsburg          | 13 | 0 | 3. August 2023    |
| Isabella Hartig            | 12. August 1997    | -    | TSG 1899 Hoffenheim    | 0  | 0 | –                 |
| Kristin Kögel              | 21. September 1999 | –    | Bayer 04 Leverkusen    | 0  | 0 | –                 |
| Melissa Kössler            | 4. März 2000       | 2023 | TSG 1899 Hoffenheim    | 2  | 0 | 5. April 2024     |
| Lena Lattwein              | 2. Mai 2000        | 2018 | VfL Wolfsburg          | 36 | 1 | 5. Dezember 2023  |
| Shekiera Martinez (A)      | 4. Juli 2001       |      | West Ham United        | 0  | 0 |                   |
| Marie Müller               | 25. Juli 2000      | –    | Portland Thorns FC     | 0  | 0 | –                 |
| Lena Petermann             | 5. Februar 1994    | 2015 | Leicester City         | 22 | 5 | 5. Dezember 2023  |
| Ramona Petzelberger        | 13. November 1992  | –    | FC Como Women          | 0  | 0 | –                 |
| Alara Şehitler (A)         | 27. November 2006  | 2024 | FC Bayern München      | 2  | 0 | 4. April 2025     |
| Tabea Sellner              | 25. August 1996    | 2020 | VfL Wolfsburg          | 25 | 5 | 24. Juni 2023     |
| Sandra Starke              | 31. Juli 1993      | 2019 | RB Leipzig             | 6  | 1 | 15. Juni 2021     |
| Sophie Weidauer (A)        | 10. Februar 2002   | ––   | Werder Bremen          | 0  | 0 | –                 |

Anmerkungen:
1. ↑  Stand: Juli 2025
2. 1 2  Stand: 23. Juli 2025

## Spielführerinnen bzw. Kapitäninnen

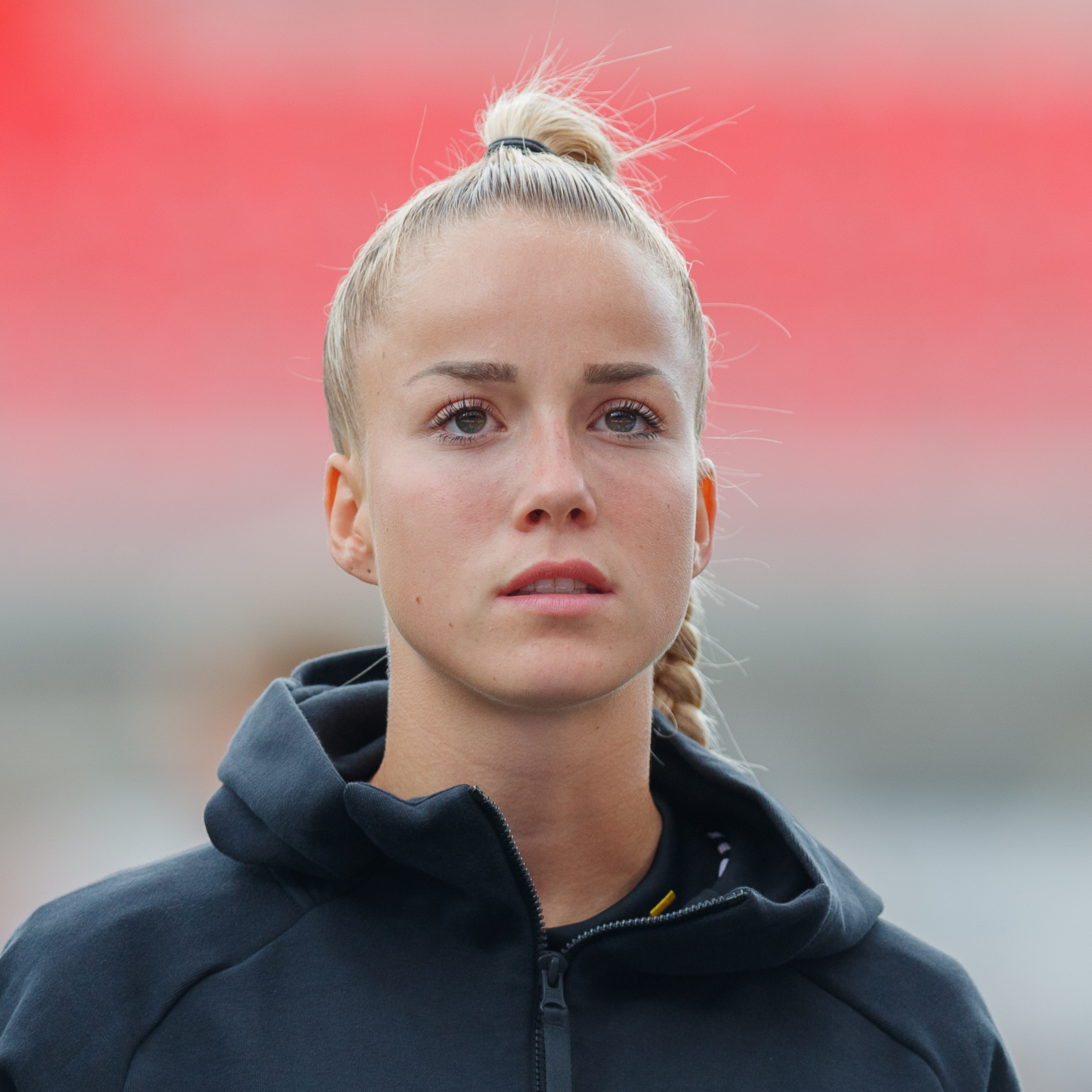
Giulia Gwinn, derzeitige Kapitänin der deutschen Fußballnationalmannschaft

Die erste Kapitänin der deutschen Fußballnationalmannschaft der Frauen war die Spielertrainerin Anne Trabant-Haarbach. Auf sie folgte Rike Koekkoek, die zwischen 1982 und 1987 insgesamt 22 Länderspiele als Spielführerin absolvierte. Silvia Neid führte das Team bis zum Jahr 1996 in 79 Länderspielen als Spielführerin an. Nachfolgerin als Kapitänin wurde Martina Voss-Tecklenburg (von 1997 bis 2000 in diesem Amt, gelegentlich von Doris Fitschen vertreten). Steffi Jones und Bettina Wiegmann (2000–2003), Birgit Prinz (2003–2011), Nadine Angerer (2011–2015), Saskia Bartusiak (2015–2016), Dzsenifer Marozsán (2016–2019), Alexandra Popp (2019–2024) waren weitere Kapitäninnen der deutschen Fußballnationalmannschaft. Derzeitige Kapitänin ist Giulia Gwinn.

## Ehrenspielführerinnen
Bettina Wiegmann wurde am 22. Oktober 2004 zur ersten Ehrenspielführerin der Frauen-Nationalmannschaft ernannt. Sie war zu dieser Zeit mit 154 Einsätzen Rekordnationalspielerin des DFB (nun ist es Birgit Prinz) und hat vier Länderspiele mehr absolviert als Lothar Matthäus, der Rekordnationalspieler der Herren. Mit der Frauen-Nationalmannschaft wurde sie 2003 Weltmeisterin sowie 1991, 1995, 1997 und 2001 Europameisterin. Im Jahr 2013 ernannte der DFB auf seinem Bundestag Birgit Prinz neben Wiegmann zur Ehrenspielführerin der Frauen-Nationalmannschaft.

## Hall of Fame

### Die Gründungself
Am 31. Januar 2019 wurde von deutschen Sportjournalisten „Die Gründungself“ in die Hall of Fame gewählt, wobei nur Spielerinnen gewählt werden konnten, die seit mindestens fünf Jahren nicht mehr aktiv sind. So konnten die Europameisterinnen von 2013 und die Olympiasiegerinnen von 2016 nicht gewählt werden.
| Tor | Silke Rottenberg         | 25. Jan. 1972 | 126   | 000 | 7. Apr. 1993    | 29. Mai 2008  | Weltmeisterin 2003, 2007, Europameisterin 1997, 2001, 2005, olympische Bronzemedaille 2000 und 2004 |
| Abwehr | Doris Fitschen           | 25. Okt. 1968 | 144   | 016 | 4. Okt. 1986    | 7. Juli 2001  | Europameisterin 1989, 1991, 1997 , 2001 , olympische Bronzemedaille 2000 |
| Abwehr | Steffi Jones             | 22. Dez. 1972 | 111 2 | 009 | 3. Juli 1993    | 14. März 2007 | Weltmeisterin 2003, Europameisterin 1997, 2001, 2005, olympische Bronzemedaille 2000, 2004 |
| Abwehr | Nia Künzer               | 18. Jan. 1980 | 034   | 002 | 27. Mai 1997    | 15. Nov. 2003 | Weltmeisterin 2003 (Siegtorschützin) |
| Mittelfeld | Renate Lingor            | 11. Okt. 1975 | 149   | 035 | 25. Okt. 1995   | 21. Aug. 2008 | Weltmeisterin 2003, 2007, Europameisterin 2001, 2005, olympische Bronzemedaille 2000, 2004, 2008 |
| Mittelfeld | Silvia Neid              | 2. Mai 1964   | 111 3 | 048 | 10. Nov. 1982 4 | 25. Juli 1996 | Vizeweltmeisterin 1995 , Europameisterin 1989 , 1991 , 1995 |
| Mittelfeld | Martina Voss-Tecklenburg | 22. Dez. 1967 | 125 2 | 027 | 3. Okt. 1984    | 16. März 2000 | Vizeweltmeisterin 1995, Europameisterin 1989, 1991, 1995, 1997 5 |
| Mittelfeld | Bettina Wiegmann         | 7. Okt. 1971  | 154   | 051 | 1. Okt. 1989    | 12. Okt. 2003 | Weltmeisterin 2003 , Europameisterin 1991, 1995, 1997 und 2001, olympische Bronzemedaille 2000 |
| Angriff | Inka Grings              | 31. Okt. 1978 | 096   | 064 | 5. Mai 1996     | 26. Okt. 2011 | Europameisterin 2005, 2009 (Torschützin in beiden Endspielen), EM-Torschützenkönigin 2005, 2009, EM-Rekordtorschützin |
| Angriff | Heidi Mohr               | 29. Mai 1967  | 104   | 083 | 19. Mai 1986    | 29. Sep. 1996 | Europameisterin 1989, 1991 (Torschützin in beiden Endspielen), 1995, EM-Torschützenkönigin 1991, EM-Rekordtorschützin |
| Angriff | Birgit Prinz             | 25. Okt. 1977 | 214   | 128 | 27. Juli 1994   | 30. Juni 2011 | Weltmeisterin 2003, 2007 (Finaltorschützin), Vizeweltmeisterin 1995, Europameisterin 1995, 1997, 2001, 2005 , 2009 (Torschützin in vier Endspielen), EM-Rekordtorschützin, EM-Rekordspielerin 6, WM-Rekordtorschützin von 2007 bis 2015, olympische Bronzemedaille 2000, 2004, 2008, OS-Torschützenkönigin 2004, Olympia-Rekordtorschützin von 2004 bis 2012 |
| Trainerin | Tina Theune              | 4. Nov. 1953  | 135   |     | 27. Aug. 1986   | 19. Juni 2005 | Weltmeisterin 2003, Vizeweltmeisterin 1995, Europameisterin 1989, 1991, 1995, 1997, 2001, 2005, olympische Bronzemedaille 2000, 2004 |
| Anmerkungen: 1 Bei kursiv gesetzten Turnieren kam die Spielerin nicht zum Einsatz 2 Zudem 22 Spiele als Bundestrainerin 3 Zudem 169 Spiele als Bundestrainerin 4 Erstes Länderspiel der Nationalmannschaft 5 Ohne Finaleinsatz 6 zusammen mit Solveig Gulbrandsen (Norwegen) |                          |               |       |     |                 |               | |

## Rekordspielerinnen

### Meiste Einsätze

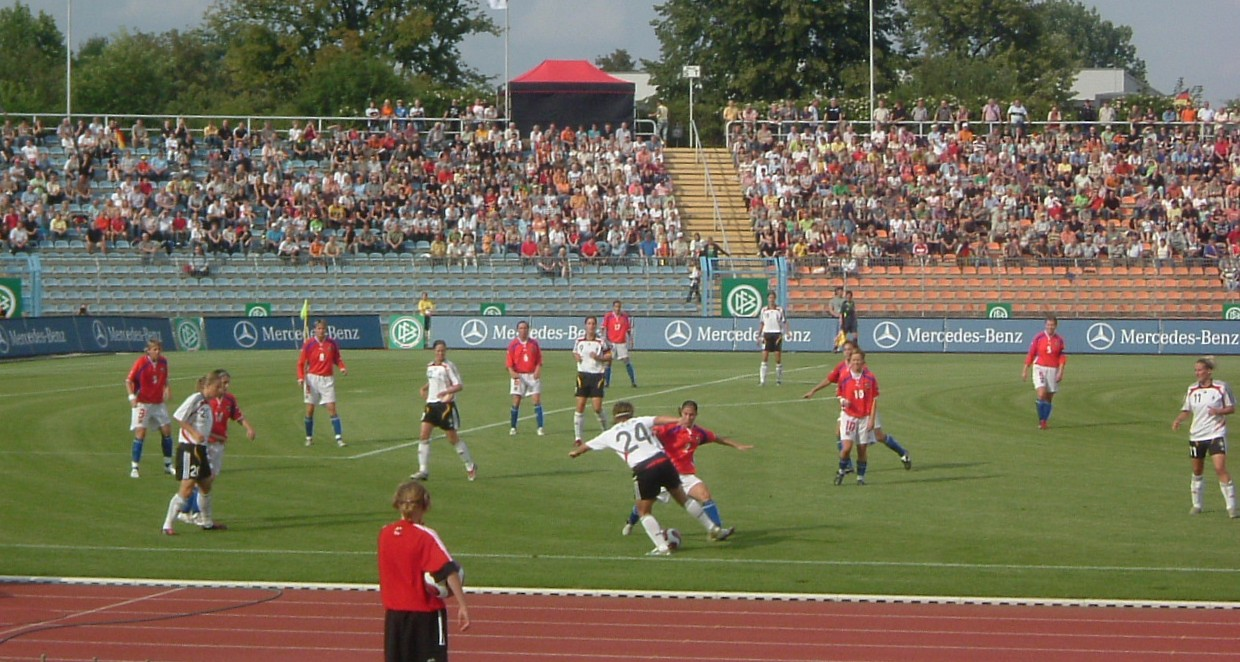
Länderspiel Deutschland-Tschechien am 2. August 2007 in Gera

28 Spielerinnen haben mindestens 100 Länderspiele bestritten. Als erstes gelang dies am 15. Juni 1995 im WM-Halbfinale gegen China der ehemaligen Bundestrainerin Silvia Neid, die außer mit Angerer, Bartusiak, Behringer, Däbritz, Garefrekes, Goeßling, Hingst, Krahn, Laudehr, Marozsán, Mittag, Martina Müller, Peter und Šašić, die sie aber als Bundestrainerin trainierte, mit allen anderen Spielerinnen gespielt hat. Birgit Prinz war mit 25 Jahren und 153 Tagen die jüngste Spielerin mit 100 Länderspielen und wurde mit ihrem 189. Länderspiel am 22. April 2009 auch europäische Rekordhalterin. Am schnellsten erreichte Kerstin Garefrekes ihr 100. Länderspiel: Nach 7 Jahren und 107 Tagen hatte sie die Eintrittskarte in den „Hunderter-Club“. Dagegen brauchte Nadine Angerer, die erst vor der WM 2007 Stammtorhüterin wurde, 14 Jahre und 307 Tage bis zum 100. Spiel. Da es in den ersten Jahren deutlich weniger Länderspiele gab, brauchten die ersten Spielerinnen auch deutlich länger, selbst wenn sie wie Heidi Mohr in 95 % der durchgeführten Spiele zum Einsatz kamen. Vor dem Spiel gegen England am 26. November 2015 ehrte der DFB die Spielerinnen mit mindestens 100 Länderspielen auf Grund eines UEFA-Beschlusses mit einer Gedenkkappe und einer Medaille.
Nur die USA haben mehr Spielerinnen (45) mit mindestens 100 Länderspielen.
| Spiele                                                                          | Name               | Erstes Länderspiel (Datum/Gegner)                       | 100. Länderspiel (Datum/Gegner)                               | Letztes Länderspiel (Datum/Gegner)                         | Quote Q |
| ------------------------------------------------------------------------------- | ------------------ | ------------------------------------------------------- | ------------------------------------------------------------- | ---------------------------------------------------------- | ------- |
| 214                                                                             | Birgit Prinz       | 27. Juli 1994 (Kanada)                                  | 27. März 2003 (Schottland)                                    | 30. Juni 2011 (Nigeria) WM-Gruppenspiel                    | 83,9 %  |
| 191                                                                             | Kerstin Stegemann  | 13. Apr. 1995 (Polen)                                   | 28. Aug. 2003 (Tschechien)                                    | 30. Aug. 2009 (Island) EM-Gruppenspiel                     | 85,3 %  |
| 174                                                                             | Ariane Hingst      | 27. Aug. 1996 (Niederlande)                             | 9. März 2005 (Schweden)                                       | 5. Juli 2011 (Frankreich) WM-Gruppenspiel                  | 78,4 %  |
| 158                                                                             | Anja Mittag        | 31. März 2004 (Italien)                                 | 23. Nov. 2013 (Slowakei) WM-Qualifikationsspiel               | 30. Juli 2017 (Dänemark) EM-Viertelfinale                  | 75,6 %  |
| 154                                                                             | Bettina Wiegmann   | 1. Okt. 1989 (Ungarn)                                   | 27. Juni 1999 (Brasilien) WM-Gruppenspiel                     | 12. Okt. 2003 (Schweden) WM-Finale                         | 81,5 %  |
| 149                                                                             | Renate Lingor      | 25. Okt. 1995 (Slowakei)                                | 11. März 2005 (Norwegen)                                      | 21. Aug. 2008 (Japan) Olympische Spiele – Spiel um Platz 3 | 74,1 %  |
| 147                                                                             | Sandra Minnert     | 28. Mai 1992 (Jugoslawien)                              | 27. Sep. 2003 (Argentinien) WM-Gruppenspiel                   | 1. Nov. 2007 (Niederlande)                                 | 64,2 %  |
| 146                                                                             | Nadine Angerer     | 27. Aug. 1996 (Niederlande)                             | 30. Juni 2011 (Nigeria) WM-Gruppenspiel                       | 4. Juli 2015 (England) WM – Spiel um Platz 3               | 50,7 %  |
| 145                                                                             | Alexandra Popp     | 17. Feb. 2010 (Nordkorea)                               | 22. Juni 2019 (Nigeria) WM-Achtelfinale                       | 28. Okt. 2024 (Australien)                                 | 70,0 %  |
| 144                                                                             | Doris Fitschen     | 4. Okt. 1986 (Dänemark)                                 | 6. Nov. 1997 (Norwegen)                                       | 7. Juli 2001 (Schweden) EM-Finale                          | 83,7 %  |
| 137                                                                             | Annike Krahn       | 28. Jan. 2005 (Australien)                              | 5. März 2014 (Island) Algarve-Cup                             | 19. Aug. 2016 (Schweden) OS-Finale                         | 74,9 %  |
| 133                                                                             | Sandra Smisek      | 13. Apr. 1995 (Polen)                                   | 9. Juni 2005 (Italien) EM-Gruppenspiel                        | 1. Okt. 2008 (Schweiz)                                     | 62,7 %  |
| 130                                                                             | Kerstin Garefrekes | 17. Nov. 2001 (Niederlande)                             | 4. März 2009 (Finnland)                                       | 9. Juli 2011 (Japan) WM-Viertelfinale                      | 86,7 %  |
| 126                                                                             | Silke Rottenberg   | 7. Apr. 1993 (USA)                                      | 26. Aug. 2004 (Schweden) Olympische Spiele – Spiel um Platz 3 | 29. Mai 2008 (Wales)                                       | 55,3 %  |
| 125                                                                             | Martina Voss       | 3. Okt. 1984 (Finnland)                                 | 27. Mai 1997 (Dänemark)                                       | 16. März 2000 (Niederlande)                                | 78,6 %  |
| 123                                                                             | Melanie Behringer  | 28. Jan. 2005 (Australien)                              | 17. Sep. 2014 (Irland) WM-Qualifikationsspiel                 | 19. Aug. 2016 (Schweden) OS-Finale                         | 67,2 %  |
| 118                                                                             | Babett Peter       | 9. März 2006 (Finnland)                                 | 20. Sep. 2016 (Ungarn) EM-Qualifikationsspiel                 | 6. Okt. 2018 (Österreich)                                  | 61,8 %  |
| 112                                                                             | Dzsenifer Marozsán | 28. Okt. 2010 (Australien)                              | 22. Sep. 2020 (Montenegro) EM-Qualifikationsspiel             | 11. Apr. 2023 (Brasilien)                                  | 64,7 %  |
| 111                                                                             | Sara Däbritz       | 29. Juni 2013 (Japan)                                   | 3. Aug. 2023 (Südkorea) WM-Gruppenspiel                       | noch aktiv                                                 | 62,7 %  |
| 111                                                                             | Steffi Jones       | 3. Juli 1993 (Dänemark) EM – Spiel um Platz 3           | 12. Nov. 2005 (Schweiz)                                       | 14. März 2007 (Italien)                                    | 54,7 %  |
| 111                                                                             | Silvia Neid        | 10. Nov. 1982 (Schweiz) 1. Spiel der Nationalmannschaft | 15. Juni 1995 (China) WM-Halbfinale                           | 25. Juli 1996 (Brasilien) Olympische Spiele – Gruppenspiel | 87,4 %  |
| 111                                                                             | Célia Šašić        | 28. Jan. 2005 (Australien)                              | 4. März 2015 (Schweden) Algarve-Cup                           | 4. Juli 2015 (England) WM-Spiel um Platz 3                 | 66,7 %  |
| 106                                                                             | Lena Goeßling      | 28. Feb. 2008 (China)                                   | 7. März 2018 (Frankreich) SheBelieves Cup                     | 12. Juni 2019 (Spanien) WM-Gruppenspiel                    | 63,9 %  |
| 104                                                                             | Heidi Mohr         | 19. Mai 1986 (Norwegen)                                 | 23. Juli 1996 (Norwegen) Olympische Spiele – Gruppenspiel     | 29. Sep. 1996 (Island)                                     | 95,4 %  |
| 103                                                                             | Simone Laudehr     | 29. Juli 2007 (Dänemark)                                | 16. Sep. 2017 (Slowenien) WM-Qualifikationsspiel              | 24. Okt. 2017 (Färöer)                                     | 64,4 %  |
| 102                                                                             | Pia Wunderlich     | 7. Dez. 1993 (Russland)                                 | 12. Juni 2005 (Frankreich) EM-Gruppenspiel                    | 1. März 2006 (China)                                       | 56,7 %  |
| 101                                                                             | Saskia Bartusiak   | 12. Apr. 2007 (Niederlande)                             | 16. Aug. 2016 (Kanada) OS-Halbfinale                          | 19. Aug. 2016 (Schweden) OS-Finale                         | 70,0 %  |
| 101                                                                             | Martina Müller     | 22. Juli 2000 (USA)                                     | 19. Sep. 2012 (Türkei) EM-Qualifikationsspiel                 | 29. Nov. 2012 (Frankreich)                                 | 52,4 %  |
| Anmerkungen: Q Bezogen auf die in der aktiven Zeit durchgeführten Länderspiele. |                    |                                                         |                                                               |                                                            |         |

### Rekordhalterinnen
Nachdem mehrere Spielerinnen jeweils die ersten zwölf Partien der deutschen Auswahl bestritten hatten, wurde Silvia Neid mit ihrem Einsatz am 23. August 1984 gegen Belgien im Rahmen des Mundialito-Turniers die erste Akteurin mit 13 Länderspielen. Drei Tage später wurde dieser Wert auch von Marion Isbert erreicht; beide blieben bis zum 1. Mai 1985 gemeinsame Rekordhalter, bevor Neid mit ihrem 18. Spiel wieder alleinige Rekordhalterin wurde. Damit hatten zudem letztmalig zwei aktive Spielerinnen die gleiche Höchstzahl an Länderspielen, alle nachfolgenden Ablösungen fanden erst nach dem Karriereende der jeweiligen Rekordnationalspielerin statt. So absolvierte etwa Neid beim Debüt der aktuellen Rekordhalterin Birgit Prinz ihr 81. Länderspiel.
- mehrere Spielerinnen vom 10. November 1982 bis 22. August 1984
- Silvia Neid vom 23. August 1984 bis 26. August 1984 mit 13 Spielen
- Silvia Neid und Marion Isbert vom 26. August 1984 bis 1. Mai 1985 mit 13 bis 17 Spielen
- Silvia Neid vom 7. September 1985 bis 17. September 1998 mit 18 bis 111 Spielen
- Silvia Neid und Martina Voss am 17. September 1998 mit 111 Spielen
- Martina Voss vom 11. Oktober 1998 bis 14. Oktober 1999 mit 112 bis 125 Spielen
- Martina Voss und Doris Fitschen am 14. Oktober 1999 mit 125 Spielen
- Doris Fitschen vom 11. November 1999 bis 17. April 2003 mit 126 bis 144 Spielen
- Doris Fitschen und Bettina Wiegmann am 17. April 2003 mit 144 Spielen
- Bettina Wiegmann vom 22. Mai 2003 bis 25. Oktober 2006 mit 145 bis 154 Spielen
- Bettina Wiegmann und Birgit Prinz am 25. Oktober 2006 mit 154 Spielen
- Birgit Prinz ab 23. November 2006 mit 155 Spielen (insgesamt 214)

### Die meisten Einsätze ohne Unterbrechung
1. Anja Mittag (2013–2017) und Kerstin Stegemann (2001–2005): je 61
3. Steffi Jones: 60
4. Kerstin Stegemann (2005–2008): 55
5. Dzsenifer Marozsán (2013–2015): 39
6. Doris Fitschen und Heidi Mohr: je 38
8. Jule Brand (2021–2023): 37

### Die längsten Pausen zwischen zwei Einsätzen
1. Christine Chaladyniak: 10 Jahre (102 Spiele zwischen dem 1. und 2. Spiel)
2. Viola Odebrecht: 6 Jahre, 11 Monate, 14 Tage (94 Spiele zwischen dem 29. und 30. Spiel)
3. Lisa Weiß: 6 Jahre, 6 Monate, 29 Tage (98 Spiele zwischen dem 1. und 2. Spiel)
4. Inken Becher: 6 Jahre, 2 Monate, 27 Tage (91 Spiele zwischen dem 7. und 8. Spiel)
5. Isabel Kerschowski: 5 Jahre (83 Spiele zwischen dem 1. und 2. Spiel, zudem noch einmal knapp 3 Jahre zwischen dem 2. und 3. Spiel)
6. Ursula Lohn: 4 Jahre, 3 Monate, 28 Tage (49 Spiele zwischen dem 15. und dem 16. Spiel)
7. Sonja Fuss: 4 Jahre, 3 Monate, 11 Tage (61 Spiele zwischen dem 16. und 17. Spiel)
8. Lena Petermann: 3 Jahre und 273 Tage (48 Spiele zwischen dem 21. und 22. Einsatz)
9. Carolin Simon: 3 Jahre und 137 Tage (40 Spiele zwischen dem 20. und 21. Einsatz)
10. Pia-Sophie Wolter: 3 Jahre und 130 Tage (46 Spiele zwischen dem 1. und 2. Einsatz)
11. Inka Grings: 3 Jahre (51 Spiele zwischen dem 64. und 65. Spiel)
12. Linda Bresonik: 3 Jahre (51 Spiele zwischen dem 20. und 21. Spiel)

### Rekordtorhüterinnen

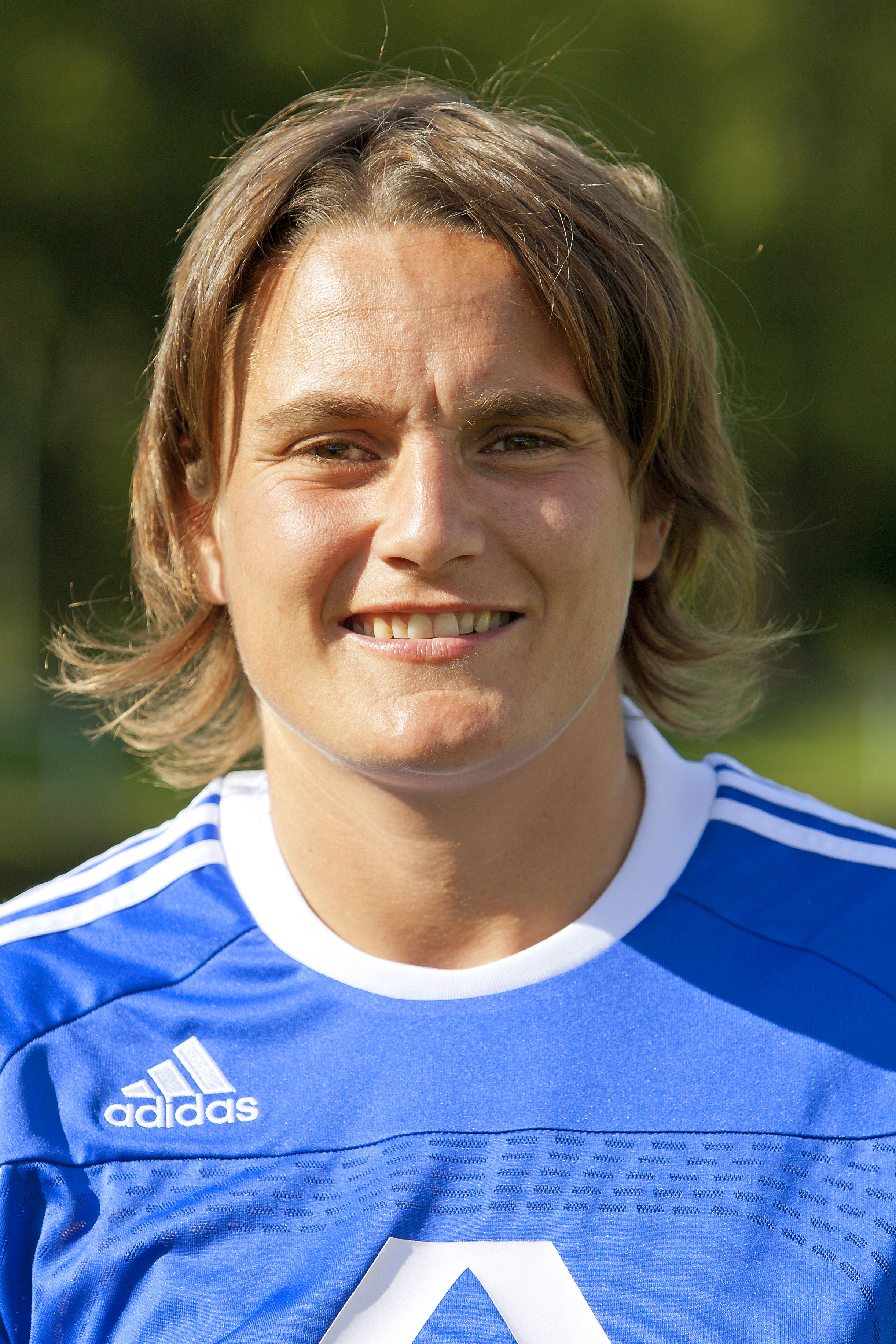
Nadine Angerer ist mit 145 Einsätzen Rekordtorhüterin

→ Siehe auch: Liste der deutschen Fußball-Nationaltorhüterinnen
- Nadine Angerer – 145 Spiele[54] (davon in 89 Spielen ohne Gegentor, davon einmal 11 Spiele in Folge)
- Silke Rottenberg – 126 Spiele (davon in 68 Spielen ohne Gegentor)
- Almuth Schult – 66 Spiele (davon in 40 Spielen ohne Gegentor)
- Marion Isbert, geb. Feiden – 58 Spiele (davon in 26 Spielen ohne Gegentor)
- Merle Frohms – 52 Spiele (davon in 29 Spielen ohne Gegentor)
- Manuela Goller – 45 Spiele (davon in 22 Spielen ohne Gegentor)

### Meiste Tore
→ Siehe auch: Liste der Torschützinnen der deutschen Fußballnationalmannschaft der Frauen und Liste der Fußballspielerinnen mit mindestens 50 Länderspieltoren
Folgende Spielerinnen haben mindestens 25 Länderspieltore erzielt:
| Tore | Elfmeter | Name                                | Erstes Tor (Datum/Gegner)     | Letztes Tor (Datum/Gegner)       |
| ---- | -------- | ----------------------------------- | ----------------------------- | -------------------------------- |
| 128  | 03       | Birgit Prinz                        | 27. Juli 1994 (Kanada)        | 25. November 2010 (Nigeria)      |
| 083  | 0        | Heidi Mohr                          | 27. Juli 1986 (Island)        | 29. September 1996 (Island)      |
| 067  | 01       | Alexandra Popp                      | 26. Februar 2010 (Finnland)   | 1. Dezember 2023 (Dänemark)      |
| 064  | 02       | Inka Grings                         | 28. Mai 1998 (Neuseeland)     | 5. Juli 2011 (Frankreich)        |
| 063  | 09       | Célia Šašić (geb. Okoyino da Mbabi) | 4. September 2005 (Kanada)    | 26. Juni 2015 (Frankreich)       |
| 054  | 0        | Lea Schüller                        | 20. Oktober 2017 (Island)     | noch aktiv                       |
| 051  | 14       | Bettina Wiegmann                    | 14. Oktober 1990 (Ungarn)     | 27. September 2003 (Argentinien) |
| 050  | 0        | Anja Mittag                         | 11. März 2005 (Norwegen)      | 7. März 2017 (England)           |
| 048  | 0        | Silvia Neid                         | 10. November 1982 (Schweiz)   | 25. Oktober 1995 (Slowakei)      |
| 043  | 0        | Kerstin Garefrekes                  | 27. Januar 2002 (Norwegen)    | 5. Juli 2011 (Frankreich)        |
| 037  | 0        | Martina Müller                      | 10. Mai 2001 (Italien)        | 19. September 2012 (Türkei)      |
| 035  | 08       | Renate Lingor                       | 14. Februar 1999 (Türkei)     | 7. März 2008 (Finnland)          |
| 034  | 0        | Sandra Smisek                       | 13. April 1995 (Polen)        | 1. Oktober 2008 (Schweiz)        |
| 034  | 10       | Melanie Behringer                   | 9. März 2006 (Finnland)       | 16. August 2016 (Kanada)         |
| 033  | 02       | Dzsenifer Marozsán                  | 28. Oktober 2010 (Australien) | 19. September 2020 (Irland)      |
| 033  | 01       | Maren Meinert                       | 3. Juli 1993 (Dänemark)       | 12. Oktober 2003 (Schweden)      |
| 030  | 0        | Patricia Brocker (geb. Grigoli)     | 18. April 1992 (Italien)      | 28. Juni 1996 (Island)           |
| 028  | 0        | Klara Bühl                          | 31. August 2019 (Montenegro)  | noch aktiv                       |
| 028  | 0        | Conny Pohlers                       | 25. Oktober 2001 (Portugal)   | 21. August 2008 (Japan)          |
| 027  | 0        | Martina Voss                        | 27. Juli 1986 (Island)        | 14. Oktober 1999 (Island)        |
| 026  | 04       | Simone Laudehr                      | 29. Juli 2007 (Dänemark)      | 18. September 2015 (Ungarn)      |

Fettgedruckte Spielerinnen sind noch in der Nationalmannschaft aktiv.
Zwei Spielerinnen haben bisher in einem Länderspiel fünf Tore erzielt: Conny Pohlers am 25. Oktober 2001 gegen Portugal und Inka Grings am 7. Februar 2004 ebenfalls gegen Portugal.
Als bisher einzige Spielerin erzielte Célia Šašić in drei und vier aufeinander folgenden Spielen mindestens drei Tore: während des Algarve-Cup 2012 jeweils drei Tore am 5. März gegen den Weltranglistenfünften Schweden und am 7. März gegen den aktuellen Weltmeister Japan sowie vier Tore am 31. März im EM-Qualifikationsspiel gegen Spanien und vier Tore am 5. April gegen die Schweiz. Dabei erzielte sie als erste Spielerin drei Tore gegen einen aktuellen Weltmeister und einen aktuellen WM-Dritten.
Erfolgreichste Elfmeterschützin ist Bettina Wiegmann mit 14 verwandelten Strafstößen. Ihr folgen Melanie Behringer (10), Célia Šašić (9), Renate Lingor (8), Giulia Gwinn (8), Simone Laudehr (4), Linda Bresonik, Babett Peter und Birgit Prinz (je 3), Sara Däbritz, Inka Grings, Dzsenifer Marozsán und Britta Unsleber (je 2) sowie Birgitt Austermühl, Melanie Hoffmann, Svenja Huth, Kim Kulig, Maren Meinert, Sjoeke Nüsken, Lena Petermann, Alexandra Popp und Felicitas Rauch mit je einem Treffer vom Elfmeterpunkt. Melanie Behringer erzielte zudem nach einem selbst verschossenen Elfmeter ein Tor.
Die bisher einzigen vom DFB geführten Eigentore der deutschen Nationalmannschaft unterliefen Steffi Jones beim 2:2 am 27. Mai 1997 gegen Dänemark, Bianca Schmidt bei der 0:2-Niederlage gegen Frankreich (25. Oktober 2014) und Tina Wunderlich im Halbfinale des olympischen Fußballturniers 2000 in Sydney gegen Norwegen. Letzteres war das einzige Tor des Spiels. Am 30. November 2021 sprang Merle Frohms im WM-Qualifikationsspiel gegen Portugal ein an den Pfosten geschossener, von ihr verursachter Strafstoß an den Rücken und von dort ins Tor und wurde als Eigentor gewertet. Dies passierte ihr aus dem Spiel heraus auch am 27. Juli 2022 im Halbfinale der EM 2022 gegen Frankreich. Die FIGC führt zudem noch Brigitte Klinz als Eigentorschützin beim 1:2 am 25. Januar 1984 gegen Italien. Gemäß DBU fiel beim 0:3 gegen Dänemark am 1. Mai 1985 auch das 0:2 durch ein Eigentor („Selvmål“), es wird aber keine Eigentorschützin genannt. Der DFB nennt jeweils keine gegnerischen Torschützinnen.

## Die Nationalmannschaft bei internationalen Turnieren

### Weltmeisterschaften
Deutschland ist mit zwei Weltmeistertiteln und einer Vizeweltmeisterschaft die zweiterfolgreichste Mannschaft nach den USA bei Weltmeisterschaften. Die Weltmeistertitel wurde in den Jahren 2003 und 2007 gewonnen. 1995 stand die deutsche Elf bereits im Finale, unterlag jedoch der norwegischen Mannschaft. Bei der ersten Weltmeisterschaft belegte die deutsche Auswahl den vierten Platz. Insgesamt dreimal stand die DFB-Elf im Finale und viermal im Halbfinale. Sie nahm bisher an allen Weltmeisterschaften teil.
| Jahr | Gastgeberland         | Teilnahme bis…   | Letzter Gegner | Ergebnis    | Bemerkungen und Besonderheiten |
| ---- | --------------------- | ---------------- | -------------- | ----------- | --- |
| 1991 | VR China              | Spiel um Platz 3 | Schweden       | 4. Platz    | Niederlage im Halbfinale gegen den späteren Weltmeister USA. Deutschland gewinnt die Fair-Play-Wertung |
| 1995 | Schweden              | Finale           | Norwegen       | 2. Platz    | Erster Einzug ins Finale |
| 1999 | USA                   | Viertelfinale    | USA            | –           | 2:3-Niederlage im Viertelfinale gegen den späteren Weltmeister USA trotz zweimaliger Führung |
| 2003 | USA                   | Finale           | Schweden       | Weltmeister | Nia Künzer erzielt das Golden Goal per Kopf im Finale; Birgit Prinz wird Torschützenkönigin und beste Spielerin. |
| 2007 | VR China              | Finale           | Brasilien      | Weltmeister | bis dahin höchster WM-Sieg (11:0 gegen Argentinien), erste erfolgreiche Titelverteidigung eines Frauen-Weltmeisters, erster WM-Teilnehmer ohne Gegentor während eines Turniers |
| 2011 | Deutschland           | Viertelfinale    | Japan          | –           | 0:1-Niederlage im Viertelfinale und zugleich erste Niederlage gegen den späteren Weltmeister Japan |
| 2015 | Kanada                | Spiel um Platz 3 | England        | 4. Platz    | Durch die erste Niederlage gegen England reichte es nur zum vierten Platz. Niederlage im Halbfinale gegen den späteren Weltmeister USA |
| 2019 | Frankreich            | Viertelfinale    | Schweden       | –           | In der Qualifikation traf die Mannschaft auf die Färöer, Island, Slowenien und Tschechien. Im Heimspiel gegen Island gab es die erste Niederlage überhaupt gegen Island, gleichzeitig die erste Heimniederlage in einem WM-Qualifikationsspiel. Die restlichen sieben Spiele wurden ohne Gegentor gewonnen und insgesamt die meisten Tore in Europa erzielt. Gegner in der Gruppenphase waren China, Spanien und erstmals Südafrika, im Achtelfinale Nigeria. |
| 2023 | Australien/Neuseeland | Vorrunde         | Südkorea       | –           | In der Qualifikation traf die Mannschaft auf Portugal, Serbien, Israel, die Türkei und Bulgarien. Gegner bei der Endrunde waren Marokko, Kolumbien und Südkorea |

### Europameisterschaften
Für die ersten zwei Europameisterschaften konnte sich die DFB-Elf nicht qualifizieren. Seitdem nahm die deutsche Mannschaft an jeder weiteren EM teil und ist mit acht Titeln Rekordeuropameister. Sechsmal wurde die Europameisterschaft in Folge gewonnen. Das schlechteste Abschneiden bis 2017 war der vierte Platz 1993, dann schied die Mannschaft erstmals im Viertelfinale aus. In beiden Fällen war Dänemark der letzte Gegner.
| Jahr   | Gastgeberland     | Teilnahme bis…   | Gegner   | Ergebnis          | Bemerkungen und Besonderheiten |
| ------ | ----------------- | ---------------- | -------- | ----------------- | --- |
| 1984   | keine Endrunde    | –                | –        | –                 | nicht qualifiziert |
| 1987   | Norwegen          | –                | –        | –                 | nicht qualifiziert |
| 1989   | Deutschland       | Finale           | Norwegen | Europameister     | erster Titel für die DFB-Elf |
| 1991   | Dänemark          | Finale           | Norwegen | Europameister     | erste erfolgreiche Titelverteidigung, Heidi Mohr wird mit 4 Toren Torschützenkönigin |
| 1993   | Italien           | Spiel um Platz 3 | Dänemark | 4. Platz          | im Halbfinale durch Elfmeterschießen gegen Gastgeber Italien ausgeschieden |
| 1995   | keine Endrunde    | Finale           | Schweden | Europameister     | Birgit Prinz jüngste erfolgreiche Finalistin |
| 1997   | Norwegen/Schweden | Finale           | Italien  | Europameister     | Bislang jüngste Siegermannschaft (Durchschnittsalter der im Finale eingesetzten Spielerinnen am Finaltag 23,3 Jahre) |
| 2001   | Deutschland       | Finale           | Schweden | Europameister     | Claudia Müller erzielt das Golden Goal und wird zusammen mit Sandra Smisek mit je drei Toren Torschützenkönigin |
| 2005   | England           | Finale           | Norwegen | Europameister     | Vierter Titel in Folge; Inka Grings wird Torschützenkönigin. |
| 2009   | Finnland          | Finale           | England  | Europameister     | Fünfter Titel in Folge; Inka Grings wird erneut Torschützenkönigin. |
| 2013   | Schweden          | Finale           | Norwegen | Europameister     | Sechster Titel in Folge; Nadine Angerer hält im Finale zwei Elfmeter, Anja Mittag schießt das entscheidende 1:0; insgesamt erhielt das Team nur einen Gegentreffer in sechs Spielen, mit acht Titeln Einstellung des Kontinentalrekords von China |
| 2017   | Niederlande       | Viertelfinale    | Dänemark | –                 | Deutschland traf in der Qualifikation auf Kroatien, Russland, die Türkei und Ungarn. Nach 6 gewonnenen Spielen stand die vorzeitige Qualifikation fest. Am Ende qualifizierte sich die deutsche Mannschaft ohne Gegentor mit acht Siegen. Gegner in den Niederlanden waren in der Gruppenphase Schweden, Italien und Qualifikationsgegner Russland.     |
| 2022 1 | England           | Finale           | England  | Vizeeuropameister | Als erste Mannschaft nach den Gastgeberinnen qualifiziert. Gegner in der Qualifikation waren Griechenland, Irland, Montenegro und die Ukraine. Gegner in Vorrunde waren Dänemark, Finnland und Spanien. Danach traf Deutschland auf Österreich, Frankreich und im Finale im Londoner Wembley-Stadion auf Gastgeber England und wurde Vizeeuropameister. |
| 2025   | Schweiz           | Halbfinale       | Spanien  | –                 | In der Qualifikation traf die deutsche Mannschaft auf Österreich, Island und Polen. Bei der EM traf sie in der Vorrunde auf Polen, Dänemark und Schweden, im Viertelfinale auf Frankreich sowie im Halbfinale auf Weltmeister Spanien. |

Anmerkung: 

### Olympische Spiele
2016 wurde die deutsche Mannschaft zum ersten und bisher einzigen Mal Olympiasieger. Im Gegensatz zum Männerfußball nahmen bei den Frauen immer die A-Nationalmannschaften an den Olympischen Spielen teil. Deutschland fuhr 2004 und 2008 als amtierender Welt- und Europameister nach Athen bzw. Peking sowie 1996, 2000 und 2016 als Europameister nach Atlanta, Sydney bzw. Rio de Janeiro. Beim ersten olympischen Frauenfußballturnier erzielte Bettina Wiegmann das erste Tor überhaupt. Nach der Vorrunde kam jedoch das Aus. Bei den Spielen 2000, 2004, 2008 und 2024 gewann die deutsche Elf jeweils Bronze. Die europäischen Teilnehmer für 2012 wurden bei der WM 2011 in Deutschland ermittelt. Durch die Viertelfinalniederlage gegen Japan (0:1) verpasste die deutsche Mannschaft die Qualifikation, da Frankreich und Schweden das Halbfinale erreichten. Die Qualifikation für die Spiele 2024 erfolgte über die erstmals ausgetragene UEFA Women’s Nations League 2023/24.
| Jahr   | Austragungsort (Spielorte)      | Teilnahme bis…     | Gegner                     | Ergebnis | Bemerkungen und Besonderheiten |
| ------ | ------------------------------- | ------------------ | -------------------------- | -------- | --- |
| 1996   | Atlanta (Washington/Birmingham) | Vorrunde           | Brasilien, Norwegen, Japan | –        | Bettina Wiegmann erzielt das erste olympische Tor |
| 2000   | Sydney (Canberra/Melbourne)     | Spiel um Platz 3   | Brasilien                  | Bronze   | Einzige Medaille der deutschen Olympiamannschaft in allen Ballsportarten |
| 2004   | Athen (Iraklion/Patras)         | Spiel um Platz 3   | Schweden                   | Bronze   | Höchster Sieg bei einem olympischen Frauenfußballspiel (8:0 gegen China) |
| 2008   | Peking (Shenyang/Tianjin)       | Spiel um Platz 3   | Japan                      | Bronze   | Dritte Bronzemedaille in Folge |
| 2012   | London                          | nicht qualifiziert |                            |          | Durch die Viertelfinalniederlage bei der WM 2011 gegen Japan wurden die Spiele verpasst |
| 2016   | Rio de Janeiro                  | Finale             | Schweden                   | Gold     | Die WM 2015 diente als erste Qualifikationsstufe der europäischen Mannschaften. Durch den Einzug ins Viertelfinale und das Aus von 4 europäischen Mannschaften im Achtelfinale qualifizierte sich die deutsche Mannschaft direkt für die Olympischen Spiele. Gegner in der Gruppenphase waren Australien, Kanada und Simbabwe, im Viertelfinale China, im Halbfinale nochmals Kanada. |
| 2021 1 | Tokio                           | nicht qualifiziert |                            |          | Durch die Viertelfinalniederlage bei der WM 2019 gegen Schweden wurden die Spiele verpasst |
| 2024   | Paris                           | Spiel um Platz 3   | Spanien                    | Bronze   | Als Qualifikation diente die erstmals ausgetragene UEFA Women’s Nations League |

Anmerkung: 

### Algarve-Cup

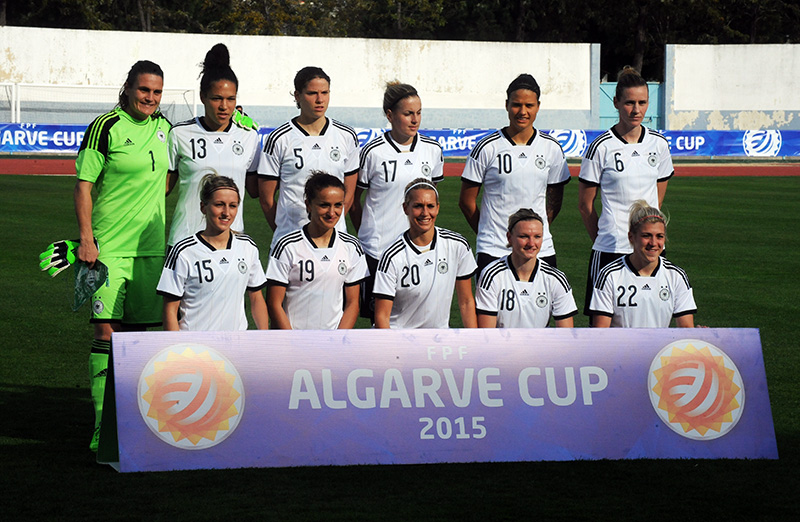
Die deutsche Mannschaft beim Algarve-Cup 2015 vor dem Spiel gegen China

Die deutsche Nationalmannschaft nahm bisher elfmal am prestigeträchtigen Algarve-Cup teil. Jedes Jahr im März treffen bei diesem Turnier an der Südküste Portugals die stärksten Nationalmannschaften der Welt aufeinander. 2006 konnte die Mannschaft erstmals das Turnier gewinnen. 2005 und 2010 unterlag die Mannschaft im Finale der Mannschaft der USA. Bei der ersten Teilnahme im Jahre 2002 wurde die DFB-Auswahl ebenso wie 2008 und 2009 Vierter. 2007 belegte die DFB-Auswahl nur einen enttäuschenden achten Rang.
2008 verlor die Mannschaft das Auftaktspiel gegen Dänemark mit 0:1, es war die erste Niederlage nach 15 Spielen ohne Niederlage und das erste Gegentor nach neun Spielen ohne Gegentor. Im zweiten und dritten Spiel konnten Finnland mit 3:0 und Schweden mit 2:0 besiegt werden und somit erreichte Deutschland das Spiel um Platz drei gegen Norwegen. Dieses konnten die Norwegerinnen mit 2:0 gewinnen. Dabei endete auch die Serie von 1022 Minuten, in denen Torfrau Nadine Angerer keinen Gegentreffer kassierte. Im ersten Spiel war Angerer nicht eingesetzt worden. 2009 belegte Deutschland nach zwei Siegen gegen Finnland und China sowie zwei Niederlagen gegen Schweden und Dänemark wieder den vierten Platz. 2010 wurde nach drei klaren Siegen gegen Dänemark, Finnland und China in den Gruppenspielen erneut das Finale erreicht. In diesem unterlag man der USA mit 2:3 Toren. Mit sieben Toren wurde mit Inka Grings erstmals eine deutsche Spielerin Torschützenkönigin des Turniers.
Für das Jahr 2011 hat der DFB auf eine Teilnahme am Algarve-Cup verzichtet, da die Bundesliga bis zum 13. März 2011 lief und danach die Vorbereitung auf die WM begann.
2012 konnte die deutsche Mannschaft zum zweiten Mal den Algarve-Cup gewinnen. Im Endspiel wurde Weltmeister Japan mit 4:3 bezwungen, wobei Célia Okoyino da Mbabi ebenso wie im letzten Gruppenspiel gegen Schweden drei Tore gelangen. Mit diesen sechs Toren wurde sie Torschützenkönigin des Turniers.
2013 wurde erneut das Finale erreicht, in dem die deutsche Auswahl den USA mit 0:2 unterlag und damit die bisher längste Serie von Spielen ohne Niederlage (22 Spiele) endete. Auch für 2014 nahm der DFB die Einladung an und traf dabei in der Gruppenphase zunächst auf Island und China und gewann beide Spiele, so dass vor dem abschließenden und ebenfalls gewonnenen Gruppenspiel gegen Rekordgegner Norwegen der Finaleinzug schon sicher war, wo Deutschland wie 2012 auf Weltmeister Japan traf und durch ein 3:0 zum dritten Mal das Turnier gewann.
2015 begann das Turnier mit einer Auftaktniederlage gegen Schweden. Nachdem man bereits in der 3. Spielminute mit zwei Toren geführt hatte, wurde das Spiel aus der Hand gegeben und man unterlag mit 2:4. Die deutsche Mannschaft gewann die Folgespiele gegen China und Brasilien und erreichte somit das Spiel um Platz 3, in dem man erneut gegen die schwedische Mannschaft antrat. Die Skandinavierinnen konnten ihren Erfolg aus dem Auftaktspiel nicht wiederholen und Deutschland erreichte nach einem 2:1 zum ersten Mal den dritten Platz des Algarve-Cups.
Von 2016 bis 2019 nahm Deutschland ebenso wie einige andere Dauergäste nicht mehr teil. Stattdessen nahm die Mannschaft 2016 bis 2018 jeweils am parallel ausgetragenen SheBelieves Cup, einem Viernationenturnier mit Weltmeister USA, England und Frankreich in den USA teil, bei dem Deutschland 2016 und 2017 den zweiten und 2018 den letzten Platz belegte. 2019 nahm die Mannschaft nicht teil um die Belastung der Spielerinnen vor der WM zu reduzieren.
Im März 2020 nahm die Mannschaft wieder teil. Nach Siegen gegen Schweden und Norwegen wurde das Finale gegen Italien erreicht. Zum Finale trat die italienische Mannschaft nicht an und reiste vorzeitig ab. Als Grund nannte der italienische Fußballverband die ab dem 11. März 2020 geltenden verschärften Einreisebedingungen nach Italien aufgrund der dort grassierenden COVID-19-Pandemie.

### Vier-Nationen-Turniere
Deutschland nahm bisher viermal am Vier-Nationen-Turnier in China teil, das in der Regel Anfang Januar stattfindet. 2002 konnte der zweite Platz und 2003, 2005 und 2007 der dritte Platz belegt werden. Danach hat Deutschland nicht mehr teilgenommen.
Zudem nahm die Mannschaft 1984 an einem Turnier in Jesolo, Italien mit Belgien, Italien und England teil, bei dem das Finale mit 1:3 gegen den Gastgeber verloren wurde.
Beim Chiquita Cup belegte Deutschland 1994 hinter den USA und China den dritten Platz vor Norwegen.
Im Jahr 2000 veranstaltete der DFB aus Anlass seines 100-jährigen Bestehens ein Turnier, zu dem China, Norwegen und die USA eingeladen wurden. Die deutsche Mannschaft verlor alle drei Spiele.
Beim siebten U.S. Cup 2001 gewann die deutsche Mannschaft zunächst mit 1:0 gegen Japan und verlor dann mit 1:4 gegen die USA. Das letzte Spiel gegen China fand aufgrund der Terroranschläge am 11. September nicht mehr statt.
Dreimal nahm die Mannschaft am SheBelieves Cup in den Vereinigten Staaten teil und wurde dort 2016 und 2017 jeweils Zweiter, 2018 allerdings nur siegloser Vierter, worauf Steffi Jones als erste Bundestrainerin entlassen wurde.
Im Februar 2022 nahm die Mannschaft an einem Turnier in England teil, an dem neben den Gastgeberinnen noch Spanien und Olympiasieger Kanada teilnahmen. Nach einem Remis und zwei Niederlagen belegte die deutsche Mannschaft den letzten Platz.

### UEFA Women’s Nations League
Bei der ersten Austragung der UEFA Women’s Nations League traf die deutsche Mannschaft im Herbst 2023 auf Dänemark, Island und Wales. Als Gruppensieger qualifizierte sich die deutsche Mannschaft für die Finalrunde der vier besten Mannschaften Ende Februar 2024, die auch als Qualifikation für die Olympischen Spiele 2024 diente. Nach einer 1:2-Niederlage im Halbfinale in Lyon gegen Frankreich am 23. Februar 2024 konnte am 28. Februar 2024 das Spiel um Platz 3 in Heerenveen gegen die Niederlande mit 2:0 gewonnen werden, wodurch sich die Mannschaft für die Olympischen Spiele qualifizierte. In der UEFA Women’s Nations League 2025 traf die deutsche Mannschaft auf die Niederlande, Österreich und Schottland und qualifizierte sich am 30. Mai 2025 für das Final-Four-Turnier.

## Länderspiele

### Länderspiele 2023
| Datum      | Spielort          | Gegner      | Anlass                              | Ergebnis | Torschützinnen                                                                       |
| ---------- | ----------------- | ----------- | ----------------------------------- | -------- | ------------------------------------------------------------------------------------ |
| 21.02.2023 | Duisburg          | Schweden    | Freundschaftsspiel                  | 0:0      |                                                                                      |
| 07.04.2023 | Sittard           | Niederlande | Freundschaftsspiel                  | 1:0      | Lohmann 53′                                                                          |
| 11.04.2023 | Nürnberg          | Brasilien   | Freundschaftsspiel                  | 1:2      | Tamires 11′, Ary Borges 38′, Brand 90+2′                                             |
| 24.06.2023 | Offenbach am Main | Vietnam     | Freundschaftsspiel                  | 2:1      | Krumbiegel 3′, Minge 80′, Nguyễn Thị Thanh Nhã 90+2′                                 |
| 07.07.2023 | Fürth             | Sambia      | Freundschaftsspiel                  | 2:3      | Barbra Banda 48, 90+12′, Racheal Kundananji 54′, Schüller 90+1′, Popp 90+10′         |
| 24.07.2023 | Melbourne (AUS)   | Marokko     | WM-Gruppenspiel                     | 6:0      | Popp 11, 39′, Klara Bühl 46′, Hanane Aït El Haj 54′, Yasmin Mrabet 79′, Schüller 90′ |
| 30.07.2023 | Sydney (AUS)      | Kolumbien   | WM-Gruppenspiel                     | 1:2      | Linda Caicedo 52′, Popp 89′/FE, Manuela Vanegas 90+7′                                |
| 03.08.2023 | Brisbane (AUS)    | Südkorea    | WM-Gruppenspiel                     | 1:1      | Cho So-hyun 6′, Popp 42′                                                             |
| 22.09.2023 | Viborg (DNK)      | Dänemark    | UEFA Women’s Nations League 2023/24 | 0:2      | Amalie Vangsgaard 23, 64′                                                            |
| 26.09.2023 | Bochum            | Island      | UEFA Women’s Nations League 2023/24 | 4:0      | Bühl 19, 78′, Gwinn 35′/FE, Schüller 68′                                             |
| 27.10.2023 | Sinsheim          | Wales       | UEFA Women’s Nations League 2023/24 | 5:1      | Schüller 25, 47′, Holland 42′, Gwinn 80′/FE, Nüsken 1 86′, Anyomi 88′                |
| 31.10.2023 | Reykjavík (ISL)   | Island      | UEFA Women’s Nations League 2023/24 | 2:0      | Gwinn 64′/FE, Bühl 90+3′                                                             |
| 01.12.2023 | Rostock           | Dänemark    | UEFA Women’s Nations League 2023/24 | 3:0      | Popp 14′, Hegering 26′, Bühl 90+3′                                                   |
| 05.12.2023 | Swansea (WAL)     | Wales       | UEFA Women’s Nations League 2023/24 | 0:0      |                                                                                      |

### Länderspiele 2024
| Datum      | Spielort            | Gegner             | Anlass                                                            | Ergebnis             | Torschützinnen                                                            |
| ---------- | ------------------- | ------------------ | ----------------------------------------------------------------- | -------------------- | ------------------------------------------------------------------------- |
| 23.02.2024 | Lyon (FRA)          | Frankreich         | UEFA Women’s Nations League 2023/24, Finalrunde, Halbfinale       | 1:2                  | Diani 41.′, Karchaoui 45.+4/FE′, Gwinn 82/HE′                             |
| 28.02.2024 | Heerenveen (NLD)    | Niederlande        | UEFA Women’s Nations League 2023/24, Finalrunde, Spiel um Platz 3 | 2:0                  | Bühl 66.′, Schüller 78.′                                                  |
| 05.04.2024 | Linz (AUT)          | Österreich         | EM-Qualifikation                                                  | 3:2                  | Campbell 9., 17.′, Bühl 39., 49.′, Gwinn 63./FE′                          |
| 09.04.2024 | Aachen              | Island             | EM-Qualifikation                                                  | 3:1                  | Schüller 4, 34′, Eiríksdóttir 23′, Oberdorf 45+3′                         |
| 31.05.2024 | Rostock             | Polen              | EM-Qualifikation                                                  | 4:1                  | Padilla-Bidas 1′, Zieniewicz 34′, Schüller 77′, Gwinn 84, 88/Elfm.′       |
| 04.06.2024 | Gdynia (POL)        | Polen              | EM-Qualifikation                                                  | 3:1                  | Grabowska 12′, Schüller 51, 69′, Bühl 77′                                 |
| 12.07.2024 | Reykjavík (ISL)     | Island             | EM-Qualifikation                                                  | 0:3                  | Sigurðardóttir 14′, Jóhannsdóttir 52′, Jónsdóttir 83′                     |
| 16.07.2024 | Hannover            | Österreich         | EM-Qualifikation                                                  | 4:0                  | Bühl 11, 90+2′, Brand 39′, Schüller 52′                                   |
| 25.07.2024 | Marseille (FRA)     | Australien         | OS-Vorrunde                                                       | 3:0                  | Hegering 24′, Schüller 64′, Brand 68′                                     |
| 28.07.2024 | Marseille (FRA)     | Vereinigte Staaten | OS-Vorrunde                                                       | 1:4                  | Smith 11, 44′, Gwinn 22′, Swanson 26′, Lynn Williams 89′                  |
| 31.07.2024 | Saint-Étienne (FRA) | Sambia             | OS-Vorrunde                                                       | 4:1                  | Schüller 10, 61′, Bühl 47′, Banda 49′, Senß 90+7′                         |
| 03.08.2024 | Marseille (FRA)     | Kanada             | OS-Viertelfinale                                                  | 0:0 n. V.; 4:2 i. E. |                                                                           |
| 06.08.2024 | Lyon (FRA)          | Vereinigte Staaten | OS-Halbfinale                                                     | 0:1 n. V.            | Smith 95′                                                                 |
| 09.08.2024 | Lyon (FRA)          | Spanien            | OS-Spiel um Platz 3                                               | 1:0                  | Gwinn 65/FE′                                                              |
| 25.10.2024 | London (ENG)        | England            | Freundschaftsspiel                                                | 4:3                  | Gwinn 3/FE, 11′, Bühl 29′, Stanway 33/HE, 36′, Däbritz 72/FE′, Bronze 81′ |
| 28.10.2024 | Duisburg            | Australien         | Freundschaftsspiel                                                | 1:2                  | Cerci 5′, Cooney-Cross 39′, Hunt 77′                                      |
| 29.11.2024 | Zürich (CHE)        | Schweiz            | Freundschaftsspiel                                                | 6:0                  | Nüsken 43′, Freigang 50, 64′, Schüller 56, 90+1′, Zicai 73′               |
| 02.12.2024 | Bochum              | Italien            | Freundschaftsspiel                                                | 1:2                  | Bonfantini 11′, Rauch 51′, Cantore 74′                                    |

### Länderspiele 2025
| Datum      | Spielort         | Gegner            | Anlass                                                                  | Ergebnis             | Torschützinnen                                                        |
| ---------- | ---------------- | ----------------- | ----------------------------------------------------------------------- | -------------------- | --------------------------------------------------------------------- |
| 21.02.2025 | Breda (NLD)      | Niederlande       | UEFA Women’s Nations League 2025                                        | 2:2                  | Beerensteyn 13, 66′, Schüller 45+1′, Nüsken 50′                       |
| 25.02.2025 | Nürnberg         | Österreich        | UEFA Women’s Nations League 2025                                        | 4:1                  | Schasching 3′, Freigang 39′, Dallmann 55′, Hoffmann 70′, Endemann 82′ |
| 04.04.2025 | Dundee (SCO)     | Schottland        | UEFA Women’s Nations League 2025                                        | 4:0                  | Senß 1′, Howard 21′, Zicai 56′, Schüller 59′                          |
| 08.04.2025 | Wolfsburg        | Schottland        | UEFA Women’s Nations League 2025                                        | 6:1                  | Weir 40′, Cerci 51, 56, 76′, Hoffmann 63, 65′, Freigang 67′           |
| 30.05.2025 | Bremen           | Niederlande       | UEFA Women’s Nations League 2025                                        | 4:0                  | Dallmann 9′, Schüller 25, 48′, Linder 45′                             |
| 03.06.2025 | Wien (AUT)       | Österreich        | UEFA Women’s Nations League 2025                                        | 6:0                  | Lohmann 1, 39′, Schüller 9′, Cerci 26′, Bühl 31′, Freigang 43′        |
| 04.07.2025 | St. Gallen (CHE) | Polen             | Fußball-Europameisterschaft der Frauen 2025                             | 2:0                  | Brand 52′, Schüller 66′                                               |
| 08.07.2025 | Basel (CHE)      | Dänemark          | Fußball-Europameisterschaft der Frauen 2025                             | 2:1                  | Vangsgaard 26′, Nüsken 56′/Elfm., Schüller 66′                        |
| 12.07.2025 | Zürich (CHE)     | Schweden          | Fußball-Europameisterschaft der Frauen 2025                             | 1:4                  | Brand 7′, Blackstenius 12′, Holmberg 25′, Rolfö 34′/Elfm., Hurtig 80′ |
| 19.07.2025 | Basel (CHE)      | Frankreich        | Fußball-Europameisterschaft der Frauen 2025 Viertelfinale               | 1:1 n. V.; 6:5 i. E. | Geyoro 15′/Elfm., Nüsken 25′                                          |
| 23.07.2025 | Zürich (CHE)     | Spanien           | Fußball-Europameisterschaft der Frauen 2025 Halbfinale                  | 0:1 n. V.            | Bonmati 113′                                                          |
| 24.10.2025 |                  | Frankreich        | UEFA Women’s Nations League 2025 Halbfinalhinspiel                      | -:-                  |                                                                       |
| 28.10.2025 | Caen (FRA)       | Frankreich        | UEFA Women’s Nations League 2025 Halbfinalrückspiel                     | -:-                  |                                                                       |
| 28.11.2025 |                  | Spanien/ Schweden | UEFA Women’s Nations League 2025 Spiel um Platz 3 oder Finale Hinspiel  | -:-                  |                                                                       |
| 02.12.2025 | (ESP/SWE)        | Spanien/ Schweden | UEFA Women’s Nations League 2025 Spiel um Platz 3 oder Finale Rückspiel | -:-                  |                                                                       |